# Championnat du monde de hockey sur glace 2019
Navigation
Danemark 2018 Suisse 2020
Le championnat du monde masculin de hockey sur glace 2019 a lieu du 10 au 26 mai 2019 dans les villes de Bratislava et Košice en Slovaquie.

## Format de la compétition
Le Championnat du monde de hockey sur glace masculin est un ensemble de plusieurs tournois regroupant les nations en fonction de leur niveau. Les meilleures équipes disputent le titre dans la division Élite. Cette division regroupe 16 équipes réparties en deux groupes de 8 qui disputent un tour préliminaire. Les 4 premiers de chaque groupe sont qualifiés pour les quarts de finale et les derniers sont relégués en division IA à l'exception de la Suisse, organisatrice de l'édition 2020, qui ne peut être reléguée même si elle termine à la dernière place du groupe B.
Pour les autres divisions qui comptent 6 équipes, les équipes s’affrontent entre elles et, à l'issue de cette compétition, le premier est promu dans la division supérieure et le dernier est relégué dans la division inférieure.
En qualifications pour la division III, le vainqueur est promu en division III.
Lors des phases de poule, les points sont attribués ainsi :
- 3 points pour une victoire dans le temps réglementaire ;
- 2 points pour une victoire en prolongation ou aux tirs de fusillade ;
- 1 point pour une défaite en prolongation ou aux tirs de fusillade ;
- aucun point pour une défaite dans le temps réglementaire.

## Division Élite
Le 15 mai 2015, le congrès annuel de la Fédération internationale de hockey sur glace a attribué le Championnat du monde 2019 à la Slovaquie, et celui de 2020 à la Suisse.

### Patinoires
| \| Bratislava Košice \| Localisation des villes de Bratislava et Košice en Slovaquie. |
| Bratislava Košice                                                                     |

| Bratislava                                     | Košice                       |
|                                                |                              |
| Zimný štadión Ondreja Nepelu Capacité : 10 055 | Steel Aréna Capacité : 8 378 |

### Officiels
16 arbitres et 16 juges de ligne ont été sélectionnés pour officier lors de ce championnat.
| - Manuel Nikolic - Maxim Sidorenko - Oliver Gouin - Brett Iverson - Jan Hribik - Martin Frano - Mikko Kaukokari - Aleksi Rantala | - Gordon Schukies - Roman Gofman - Yevgeni Romasko - Peter Stano - Linus Öhlund - Tobias Bjork - Stephen Reneau - Jeremy Tufts |

| - Dmitri Golyak - Dustin McCrank - Nathan Vanoosten - Jiri Ondracek - Miroslav Lhotský - Rene Jensen - Hannu Sormunen - Lauri Nikulainen | - Andrew Dalton - Joep Leermakers - Dmitri Shishlo - Gleb Lazarev - Roman Kaderli - Andreas Malmqvist - Bill Hancock - Brian Oliver |

### Équipes
Chaque équipe est constituée au minimum de 15 joueurs et 2 gardiens et, au maximum, de 22 joueurs et 3 gardiens.

### Tour préliminaire

#### Aperçu des résultats
La division Élite regroupe 16 équipes, réparties en deux groupes (entre parenthèses le classement IIHF 2018),.
| Pays                    |     |     |       |       |       |       |       |       |
| ----------------------- | --- | --- | ----- | ----- | ----- | ----- | ----- | ----- |
| Allemagne (8)           |     | 1-8 | 2-1   | 1-3   | 4-2   | 4-1   | 3-1   | 3-2   |
| Canada (1)              | 8-1 |     | 5-0   | 3-0   | 1-3   | 5-2   | 8-0   | 6-5   |
| Danemark (12)           | 1-2 | 0-5 |       | 1-7   | 1-3   | 5-4 F | 9-0   | 1-2 F |
| États-Unis (4)          | 3-1 | 0-3 | 7-1   |       | 3-2 P | 7-1   | 6-3   | 1-4   |
| Finlande (5)            | 2-4 | 3-1 | 3-1   | 2-3 P |       | 3-0   | 5-0   | 4-2   |
| France (13)             | 1-4 | 2-5 | 4-5 F | 1-7   | 0-3   |       | 3-4 P | 3-6   |
| Grande-Bretagne IA (22) | 1-3 | 0-8 | 0-9   | 3-6   | 0-5   | 4-3 P |       | 1-7   |
| Slovaquie H (10)        | 2-3 | 5-6 | 2-1 F | 4-1   | 2-4   | 6-3   | 7-1   |       |

| Pays           |       |       |     |     |     |      |     |     |
| -------------- | ----- | ----- | --- | --- | --- | ---- | --- | --- |
| Autriche (17)  |       | 3-4 F | 2-5 | 3-5 | 0-8 | 0-5  | 1-9 | 0-4 |
| Italie IA (19) | 4-3 F |       | 0-3 | 1-7 | 0-8 | 0-10 | 0-8 | 0-9 |
| Lettonie (11)  | 5-2   | 3-0   |     | 4-1 | 3-6 | 1-3  | 4-5 | 1-3 |
| Norvège (9)    | 5-3   | 7-1   | 1-7 |     | 2-7 | 2-5  | 1-9 | 1-4 |
| Tchéquie (6)   | 8-0   | 8-0   | 6-3 | 7-2 |     | 0-3  | 5-2 | 5-4 |
| Russie (3)     | 5-0   | 10-0  | 3-1 | 5-2 | 3-0 |      | 7-4 | 3-0 |
| Suède T (2)    | 9-1   | 8-0   | 5-4 | 9-1 | 2-5 | 4-7  |     | 4-3 |
| Suisse (7)     | 4-0   | 9-0   | 3-1 | 4-1 | 4-5 | 0-3  | 3-4 |     |

IA : Promu de la division IA   -   H : pays hôte   -    T : tenant du titre    -   P : Prolongation   -   F : Tirs de fusillade

#### Groupe A

##### Matches
| 10 mai | Finlande | 3-1 (1-1, 0-0, 2-0) | Canada | Steel Arena 6 764 spectateurs |

| Feuille de match | Feuille de match                                                                                              | Feuille de match | Feuille de match                                    | Feuille de match                                                                       |
| ---------------- | --- | ---------------- | --------------------------------------------------- | -------------------------------------------------------------------------------------- |
|                  | Kakko (Rajala, Ilomäki) — 6 min 47 s - Ilomäki (Rajala, Lehtonen) — 42 min 36 s (SN) Kakko — 59 min 26 s (CV) | 1-0 1-1 -1 3-1   | - Marchessault (Stone, Theodore) — 8 min 3 s (SN) - | Arbitrage : Tobias Bjork et Jan Hribik Juges de lignes : Brian Oliver et Jiří Ondráček |
| Lankinen         | Gardiens | Murray           |                                                     | Arbitrage : Tobias Bjork et Jan Hribik Juges de lignes : Brian Oliver et Jiří Ondráček |
| 2 min            | Pénalités | 4 min            |                                                     | Arbitrage : Tobias Bjork et Jan Hribik Juges de lignes : Brian Oliver et Jiří Ondráček |
| 27               | Tirs | 21               |                                                     | Arbitrage : Tobias Bjork et Jan Hribik Juges de lignes : Brian Oliver et Jiří Ondráček |

| 10 mai | États-Unis | 1-4 (1-1, 0-2, 0-1) | Slovaquie | Steel Arena 7 430 spectateurs |

| Feuille de match | Feuille de match                               | Feuille de match    | Feuille de match | Feuille de match                                                                                 |
| ---------------- | ---------------------------------------------- | ------------------- | --- | ------------------------------------------------------------------------------------------------ |
|                  | - DeBrincat (Kane, Eichel) — 12 min 5 s (SN) - | 0-1 1-1 1-2 1-3 1-4 | Sukeľ (Studenič) — 4 min 2 s - Černák (Sekera) — 21 min 52 s (2 SN) Tatar (Pánik) — 24 min 58 s Krištof (Marinčin) — 55 min 54 s | Arbitrage : Olivier Gouin et Yevgeni Romasko Juges de lignes : Gleb Lazarev et Andreas Malmqvist |
| Schneider        | Gardiens                                       | Rybár               | | Arbitrage : Olivier Gouin et Yevgeni Romasko Juges de lignes : Gleb Lazarev et Andreas Malmqvist |
| 4 min            | Pénalités                                      | 4 min               | | Arbitrage : Olivier Gouin et Yevgeni Romasko Juges de lignes : Gleb Lazarev et Andreas Malmqvist |
| 26               | Tirs                                           | 36                  | | Arbitrage : Olivier Gouin et Yevgeni Romasko Juges de lignes : Gleb Lazarev et Andreas Malmqvist |

| 11 mai | Danemark | 5-4 (TB) (2-1, 1-3, 1-0, 0-0, 1-0) | France | Steel Arena 6 190 spectateurs |

| Feuille de match | Feuille de match | Feuille de match                    | Feuille de match | Feuille de match                                                                            |
| ---------------- | --- | ----------------------------------- | --- | ------------------------------------------------------------------------------------------- |
|                  | - Storm — 19 min 6 s M. Lauridsen (Storm, J. Jensen) — 19 min 56 s (SN) - Eller (Bødker) — 35 min 29 s J. Jensen (Nick. Jensen, Meyer) — 46 min 34 s Storm — 65 min (TB) | 0-1 1-1 2-1 2-2 2-3 2-4 3-4 4-4 5-4 | Bertrand (Claireaux, Hecquefeuille) — 8 min 55 s (SN) - Dame-Malka — 24 min 8 s Fleury (Bozon, Hecquefeuille) — 32 min 21 s Claireaux (Rech, Bozon) — 33 min 55 s (SN) - | Arbitrage : Aleksi Rantala et Jeremy Tufts Juges de lignes : Dmitri Golyak et Jiří Ondráček |
| Dahm             | Gardiens | Hardy                               | | Arbitrage : Aleksi Rantala et Jeremy Tufts Juges de lignes : Dmitri Golyak et Jiří Ondráček |
| 8 min            | Pénalités | 8 min                               | | Arbitrage : Aleksi Rantala et Jeremy Tufts Juges de lignes : Dmitri Golyak et Jiří Ondráček |
| 39               | Tirs | 28                                  | | Arbitrage : Aleksi Rantala et Jeremy Tufts Juges de lignes : Dmitri Golyak et Jiří Ondráček |

| 11 mai | Allemagne | 3-1 (0-0, 1-0, 2-1) | Grande-Bretagne | Steel Arena 6 866 spectateurs |

| Feuille de match | Feuille de match | Feuille de match | Feuille de match          | Feuille de match                                                                               |
| ---------------- | --- | ---------------- | ------------------------- | ---------------------------------------------------------------------------------------------- |
|                  | Seider (Seidenberg) — 39 min 21 s - Ehliz (Plachta) — 50 min 39 s (SN) Draisaitl (Plachta, Eisenschmid) — 52 min 3 s | 1-0 1-1 2-1 3-1  | - Hammond — 43 min 36 s - | Arbitrage : Oliver Gouin et Jan Hribik Juges de lignes : Andreas Malmqvist et Lauri Nikulainen |
| Niederberger     | Gardiens | Bowns            |                           | Arbitrage : Oliver Gouin et Jan Hribik Juges de lignes : Andreas Malmqvist et Lauri Nikulainen |
| 2 min            | Pénalités | 4 min            |                           | Arbitrage : Oliver Gouin et Jan Hribik Juges de lignes : Andreas Malmqvist et Lauri Nikulainen |
| 35               | Tirs | 17               |                           | Arbitrage : Oliver Gouin et Jan Hribik Juges de lignes : Andreas Malmqvist et Lauri Nikulainen |

| 11 mai | Slovaquie | 2-4 (1-2, 1-0, 0-2) | Finlande | Steel Arena 7 421 spectateurs |

| Feuille de match | Feuille de match                                                                  | Feuille de match        | Feuille de match | Feuille de match                                                                              |
| ---------------- | --------------------------------------------------------------------------------- | ----------------------- | --- | --------------------------------------------------------------------------------------------- |
|                  | Černák (Sekera, Pánik) — 10 min 52 s - Marinčin (Studenič, Jaroš) — 39 min 20 s - | 1-0 1-1 1-2 2-2 2-3 2-4 | - Lindbohm (Savinainen, Rajala) — 14 min 21 s (SN) Kakko (Mikkola, Manninen) — 16 min 11 s - Kakko (Mikkola) — 49 min 52 s Kakko (Manninen) — 59 min 45 s (CV) | Arbitrage : Manuel Nikolic et Maxim Sidorenko Juges de lignes : Rene Jensen et Dustin McCrank |
| Čiliak           | Gardiens                                                                          | Lankinen                | | Arbitrage : Manuel Nikolic et Maxim Sidorenko Juges de lignes : Rene Jensen et Dustin McCrank |
| 6 min            | Pénalités                                                                         | 6 min                   | | Arbitrage : Manuel Nikolic et Maxim Sidorenko Juges de lignes : Rene Jensen et Dustin McCrank |
| 25               | Tirs                                                                              | 27                      | | Arbitrage : Manuel Nikolic et Maxim Sidorenko Juges de lignes : Rene Jensen et Dustin McCrank |

| 12 mai | États-Unis | 7-1 (3-0, 2-0, 2-1) | France | Steel Arena 4 960 spectateurs |

| Feuille de match | Feuille de match | Feuille de match                | Feuille de match                             | Feuille de match                                                                              |
| ---------------- | --- | ------------------------------- | -------------------------------------------- | --------------------------------------------------------------------------------------------- |
|                  | DeBrincat (Van Riemsdyk, Kane) — 4 min 5 s (SN) Vatrano (Eichel, Martinez) — 5 min 48 s DeBrincat — 6 min 4 s White (Q. Hugues, Martinez) — 33 min 56 s Kane (Larkin, Fox) — 35 min 52 s Kreider (Larkin) — 40 min 55 s - White (Vatrano, Glendening) — 54 min 21 s | 1-0 2-0 3-0 4-0 5-0 6-0 6-1 7-1 | - Rech (Claireaux, Bertrand) — 46 min 36 s - | Arbitrage : Tobias Bjork et Maxim Sidorenko Juges de lignes : Rene Jensen et Lauri Nikulainen |
| Demko            | Gardiens | Ylönen                          |                                              | Arbitrage : Tobias Bjork et Maxim Sidorenko Juges de lignes : Rene Jensen et Lauri Nikulainen |
| 6 min            | Pénalités | 6 min                           |                                              | Arbitrage : Tobias Bjork et Maxim Sidorenko Juges de lignes : Rene Jensen et Lauri Nikulainen |
| 42               | Tirs | 24                              |                                              | Arbitrage : Tobias Bjork et Maxim Sidorenko Juges de lignes : Rene Jensen et Lauri Nikulainen |

| 12 mai | Danemark | 1-2 (0-0, 0-2, 1-0) | Allemagne | Steel Arena 5 605 spectateurs |

| Feuille de match | Feuille de match                    | Feuille de match | Feuille de match                                                                      | Feuille de match                                                                               |
| ---------------- | ----------------------------------- | ---------------- | ------------------------------------------------------------------------------------- | ---------------------------------------------------------------------------------------------- |
|                  | - Bau (Meyer, Larsen) — 50 min 19 s | 0-1 0-2 1-2      | Plachta (Draisaitl, Eisenschmid) — 30 min 27 s Tiffels (Kahun, Mauer) — 39 min 49 s - | Arbitrage : Manuel Nikolic et Yevgeni Romasko Juges de lignes : Dustin McCrank et Brian Oliver |
| Dahm             | Gardiens                            | Niederberger     |                                                                                       | Arbitrage : Manuel Nikolic et Yevgeni Romasko Juges de lignes : Dustin McCrank et Brian Oliver |
| 14 min           | Pénalités                           | 14 min           |                                                                                       | Arbitrage : Manuel Nikolic et Yevgeni Romasko Juges de lignes : Dustin McCrank et Brian Oliver |
| 38               | Tirs                                | 26               |                                                                                       | Arbitrage : Manuel Nikolic et Yevgeni Romasko Juges de lignes : Dustin McCrank et Brian Oliver |

| 12 mai | Grande-Bretagne | 0-8 (0-2, 0-3, 0-3) | Canada | Steel Arena 4 563 spectateurs |

| Feuille de match                         | Feuille de match | Feuille de match                | Feuille de match | Feuille de match                                                                           |
| ---------------------------------------- | ---------------- | ------------------------------- | --- | ------------------------------------------------------------------------------------------ |
|                                          | -                | 0-1 0-2 0-3 0-4 0-5 0-6 0-7 0-8 | Joseph (Henrique, Nurse) — 2 min 42 s Mantha (McCann, Stecher) — 12 min 33 s Turris (Mantha) — 22 min 35 s Strome (Marchessault, Chabot) — 27 min 5 s (SN) Fabbro (Jost) — 39 min 37 s Turris (Mantha) — 40 min 57 s Couturier (Mantha, Chabot) — 46 min 46 s (SN) Mantha (Theodore, Jost) — 50 min 27 s | Arbitrage : Aleksi Rantala et Jeremy Tufts Juges de lignes : Dmitri Golyak et Gleb Lazarev |
| Bowns (50 min 41 s) Whistle (9 min 19 s) | Gardiens         | Hart                            | | Arbitrage : Aleksi Rantala et Jeremy Tufts Juges de lignes : Dmitri Golyak et Gleb Lazarev |
| 16 min                                   | Pénalités        | 4 min                           | | Arbitrage : Aleksi Rantala et Jeremy Tufts Juges de lignes : Dmitri Golyak et Gleb Lazarev |
| 12                                       | Tirs             | 56                              | | Arbitrage : Aleksi Rantala et Jeremy Tufts Juges de lignes : Dmitri Golyak et Gleb Lazarev |

| 13 mai | États-Unis | 3-2 (pr) (2-1, 0-1, 1-1, 1-0) | Finlande | Steel Arena 7 060 spectateurs |

| Feuille de match | Feuille de match                                                                                            | Feuille de match    | Feuille de match                                                                           | Feuille de match                                                                          |
| ---------------- | --- | ------------------- | ------------------------------------------------------------------------------------------ | ----------------------------------------------------------------------------------------- |
|                  | Skjei (DeBrincat, Eichel) — 50 s Gaudreau (Eichel) — 10 min 36 s - Larkin (Q. Hugues, Keller) — 63 min 47 s | 1-0 2-0 2-1 2-2 3-2 | - Pesonen (Manninen, Koivisto) — 19 min 5 s Ojamäki (Manninen, Kaski) — 39 min 28 s (SN) - | Arbitrage : Jan Hribik et Yevgeni Romasko Juges de lignes : Gleb Lazarev et Jiří Ondráček |
| Schneider        | Gardiens | Vehviläinen         |                                                                                            | Arbitrage : Jan Hribik et Yevgeni Romasko Juges de lignes : Gleb Lazarev et Jiří Ondráček |
| 4 min            | Pénalités                                                                                                   | 2 min               |                                                                                            | Arbitrage : Jan Hribik et Yevgeni Romasko Juges de lignes : Gleb Lazarev et Jiří Ondráček |
| 29               | Tirs | 26                  |                                                                                            | Arbitrage : Jan Hribik et Yevgeni Romasko Juges de lignes : Gleb Lazarev et Jiří Ondráček |

| 13 mai | Slovaquie | 5-6 (2-2, 2-3, 1-1) | Canada | Steel Arena 7 420 spectateurs |

| Feuille de match                         | Feuille de match | Feuille de match                            | Feuille de match | Feuille de match                                                                               |
| ---------------------------------------- | --- | ------------------------------------------- | --- | ---------------------------------------------------------------------------------------------- |
|                                          | Sukeľ (Studenič, Nagy) — 7 min 14 s Liška (Jaroš, Lunter) — 8 min 18 s - Nagy (Marinčin, Lantoši) — 21 min 49 s (SN) Liška (Buc, Lunter) — 25 min 9 s - Sukeľ (Marinčin) — 51 min 45 s - | 1-0 2-0 2-1 2-2 3-2 4-2 4-3 4-4 4-5 5-5 5-6 | - Mantha (Turris, McCann) — 16 min 20 s Theodore (Mantha, Severson) — 18 min 10 s (SN) - Marchessault (Chabot) — 27 min 1 s (SN) Cirelli (Reinhart) — 28 min 43 s Stecher (Turris, Severson) — 36 min 40 s - Stone (Chabot) — 59 min 59 s (SN) | Arbitrage : Tobias Bjork et Manuel Nikolic Juges de lignes : Andreas Malmqvist et Brian Oliver |
| Rybár (36 min 40 s) Čiliak (23 min 20 s) | Gardiens | Murray                                      | | Arbitrage : Tobias Bjork et Manuel Nikolic Juges de lignes : Andreas Malmqvist et Brian Oliver |
| 10 min                                   | Pénalités | 22 min                                      | | Arbitrage : Tobias Bjork et Manuel Nikolic Juges de lignes : Andreas Malmqvist et Brian Oliver |
| 31                                       | Tirs | 28                                          | | Arbitrage : Tobias Bjork et Manuel Nikolic Juges de lignes : Andreas Malmqvist et Brian Oliver |

| 14 mai | Grande-Bretagne | 0-9 (0-3, 0-5, 0-1) | Danemark | Steel Arena 3 463 spectateurs |

| Feuille de match                         | Feuille de match | Feuille de match                    | Feuille de match | Feuille de match                                                                          |
| ---------------------------------------- | ---------------- | ----------------------------------- | --- | ----------------------------------------------------------------------------------------- |
|                                          | -                | 0-1 0-2 0-3 0-4 0-5 0-6 0-7 0-8 0-9 | J. Jensen (Eller, M. Lauridsen) — 8 min 49 s (2 SN) Bau (Bødker, Regin) — 9 min 37 s (SN) Poulsen (Olesen) — 12 min 11 s Brugisser (Bødker, Madsen) — 21 min 8 s Eller (Jensen Aabo, Regin) — 23 min 17 s (SN) Nick. Jensen (Eller, M. Lauridsen) — 24 min 38 s (SN) Nick. Jensen (Storm, Eller) — 31 min Poulsen (J. Jensen, Olesen) — 35 min 44 s Poulsen (Jakobsen) — 51 min 53 s (IN) | Arbitrage : Martin Fraňo et Oliver Gouin Juges de lignes : Dmitri Golyak et Roman Kaderli |
| Bowns (21 min 8 s) Whistle (38 min 52 s) | Gardiens         | Dahm                                | | Arbitrage : Martin Fraňo et Oliver Gouin Juges de lignes : Dmitri Golyak et Roman Kaderli |
| 10 min                                   | Pénalités        | 6 min                               | | Arbitrage : Martin Fraňo et Oliver Gouin Juges de lignes : Dmitri Golyak et Roman Kaderli |
| 19                                       | Tirs             | 42                                  | | Arbitrage : Martin Fraňo et Oliver Gouin Juges de lignes : Dmitri Golyak et Roman Kaderli |

| 14 mai | Allemagne | 4-1 (1-0, 2-1, 1-0) | France | Steel Arena 4 013 spectateurs |

| Feuille de match                             | Feuille de match | Feuille de match    | Feuille de match                           | Feuille de match                                                                                |
| -------------------------------------------- | --- | ------------------- | ------------------------------------------ | ----------------------------------------------------------------------------------------------- |
|                                              | Seider (Fauser, Hager) — 17 min 7 s Plachta (Eisenschmid, J. Müller) — 33 min 55 s - Draisaitl (Kahun) — 37 min 54 s Holzer — 59 min 2 s (CV) | 1-0 2-0 2-1 3-1 4-1 | - Fleury (Bozon, Manavian) — 24 min 10 s - | Arbitrage : Yevgeni Romasko et Maxim Sidorenko Juges de lignes : Gleb Lazarev et Dmitri Shishlo |
| Grubauer (30 min 10 s) Treutle (29 min 50 s) | Gardiens | Hardy               |                                            | Arbitrage : Yevgeni Romasko et Maxim Sidorenko Juges de lignes : Gleb Lazarev et Dmitri Shishlo |
| 10 min                                       | Pénalités | 8 min               |                                            | Arbitrage : Yevgeni Romasko et Maxim Sidorenko Juges de lignes : Gleb Lazarev et Dmitri Shishlo |
| 31                                           | Tirs | 25                  |                                            | Arbitrage : Yevgeni Romasko et Maxim Sidorenko Juges de lignes : Gleb Lazarev et Dmitri Shishlo |

| 15 mai | États-Unis | 6-3 (1-1, 3-1, 2-1) | Grande-Bretagne | Steel Arena 5 510 spectateurs |

| Feuille de match | Feuille de match | Feuille de match                    | Feuille de match                                                                                          | Feuille de match                                                                                   |
| ---------------- | --- | ----------------------------------- | --- | -------------------------------------------------------------------------------------------------- |
|                  | Van Riemsdyk (Kane, Suter) — 12 min 17 s (SN) - Keller (Q. Hugues, Demko) — 29 min 7 s (SN) Kreider (Eichel, Suter) — 31 min 20 s DeBrincat (Ryan, Kane) — 37 min 54 s - Kane (Kreider, Hanifin) — 41 min Ryan (Glendening, Hanifin) — 49 min 10 s - | 1-0 1-1 2-1 3-1 4-1 4-2 5-2 6-2 6-3 | - Hammond (Phillips) — 15 min 8 s - Perlini — 39 min 54 s - Davies (Lachowicz, Billingsley) — 56 min 28 s | Arbitrage : Tobias Bjork et Manuel Nikolic Juges de lignes : Miroslav Lhotský et Andreas Malmqvist |
| Demko            | Gardiens | Bowns                               | | Arbitrage : Tobias Bjork et Manuel Nikolic Juges de lignes : Miroslav Lhotský et Andreas Malmqvist |
| 0 min            | Pénalités | 10 min                              | | Arbitrage : Tobias Bjork et Manuel Nikolic Juges de lignes : Miroslav Lhotský et Andreas Malmqvist |
| 65               | Tirs | 26                                  | | Arbitrage : Tobias Bjork et Manuel Nikolic Juges de lignes : Miroslav Lhotský et Andreas Malmqvist |

| 15 mai | Allemagne | 3-2 (0-0, 1-2, 2-0) | Slovaquie | Steel Arena 7 440 spectateurs |

| Feuille de match | Feuille de match | Feuille de match    | Feuille de match                                                                          | Feuille de match                                                                              |
| ---------------- | --- | ------------------- | ----------------------------------------------------------------------------------------- | --------------------------------------------------------------------------------------------- |
|                  | Michaelis (Eisenschmid) — 23 min 54 s - Eisenschmid (Seidenberg, Kahun) — 58 min 8 s (JS) Draisaitl (Tiffels, Kahun) — 59 min 33 s | 1-0 1-1 1-2 2-2 3-2 | - Sekera (Černák, Tatar) — 28 min 30 s (2 SN) Hudáček (Pánik, Tatar) — 29 min 55 s (SN) - | Arbitrage : Martin Frano et Maxim Sidorenko Juges de lignes : Jiri Ondracek et Dmitri Shishlo |
| Niederberger     | Gardiens | Čiliak              |                                                                                           | Arbitrage : Martin Frano et Maxim Sidorenko Juges de lignes : Jiri Ondracek et Dmitri Shishlo |
| 18 min           | Pénalités | 18 min              |                                                                                           | Arbitrage : Martin Frano et Maxim Sidorenko Juges de lignes : Jiri Ondracek et Dmitri Shishlo |
| 21               | Tirs | 36                  |                                                                                           | Arbitrage : Martin Frano et Maxim Sidorenko Juges de lignes : Jiri Ondracek et Dmitri Shishlo |

| 16 mai | Canada | 5-2 (3-0, 0-1, 2-1) | France | Steel Arena 4 519 spectateurs |

| Feuille de match | Feuille de match | Feuille de match            | Feuille de match                                                        | Feuille de match                                                                                   |
| ---------------- | --- | --------------------------- | ----------------------------------------------------------------------- | -------------------------------------------------------------------------------------------------- |
|                  | Mantha (Theodore, Severson) — 8 min 19 s (2 SN) Nurse (Marchessault, Dubois) — 10 min 50 s Cirelli (Couturier, Reinhart) — 16 min 15 s - Mantha — 48 min 36 s Stone (Marchessault) — 50 min 27 s | 1-0 2-0 3-0 3-1 3-2 4-2 5-2 | - Fleury (Chakiachvili, Guttig) — 36 min 13 s (SN) Rech — 42 min 55 s - | Arbitrage : Linus Öhlund et Stephen Reneau Juges de lignes : Miroslav Lhotský et Andreas Malmqvist |
| Hart             | Gardiens | Buysse                      |                                                                         | Arbitrage : Linus Öhlund et Stephen Reneau Juges de lignes : Miroslav Lhotský et Andreas Malmqvist |
| 8 min            | Pénalités | 10 min                      |                                                                         | Arbitrage : Linus Öhlund et Stephen Reneau Juges de lignes : Miroslav Lhotský et Andreas Malmqvist |
| 46               | Tirs | 23                          |                                                                         | Arbitrage : Linus Öhlund et Stephen Reneau Juges de lignes : Miroslav Lhotský et Andreas Malmqvist |

| 16 mai | Finlande | 3-1 (0-0, 2-1, 1-0) | Danemark | Steel Arena 4 812 spectateurs |

| Feuille de match | Feuille de match                                                                                        | Feuille de match | Feuille de match                                         | Feuille de match                                                                         |
| ---------------- | --- | ---------------- | -------------------------------------------------------- | ---------------------------------------------------------------------------------------- |
|                  | - Kakko (Lehtonen) — 25 min 49 s Manninen (Rajala, Lehtonen) — 34 min 19 s Pesonen (Kakko) — 51 min 7 s | 0-1 1-1 2-1 3-1  | Madsen (Nick. Jensen, M. Lauridsen) — 21 min 49 s (SN) - | Arbitrage : Tobias Bjork et Roman Gofman Juges de lignes : Bill Hancock et Roman Kaderli |
| Lankinen         | Gardiens                                                                                                | Dahm             |                                                          | Arbitrage : Tobias Bjork et Roman Gofman Juges de lignes : Bill Hancock et Roman Kaderli |
| 10 min           | Pénalités                                                                                               | 6 min            |                                                          | Arbitrage : Tobias Bjork et Roman Gofman Juges de lignes : Bill Hancock et Roman Kaderli |
| 37               | Tirs | 26               |                                                          | Arbitrage : Tobias Bjork et Roman Gofman Juges de lignes : Bill Hancock et Roman Kaderli |

| 17 mai | France | 3-6 (0-2, 2-1, 1-3) | Slovaquie | Steel Arena 7 440 spectateurs |

| Feuille de match | Feuille de match | Feuille de match                    | Feuille de match | Feuille de match                                                                                |
| ---------------- | --- | ----------------------------------- | --- | ----------------------------------------------------------------------------------------------- |
|                  | - Manavian (Hecquefeuille, Bertrand) — 32 min 16 s Texier (Chakiachvili, Fleury) — 35 min 9 s (SN) - Rech (Texier, Dame-Malka) — 57 min 50 s | 0-1 0-2 0-3 1-3 2-3 2-4 2-5 2-6 3-6 | Pánik (Lantoši, Sekera) — 13 min 25 s (SN) Sukeľ (Fehérváry, Tatar) — 19 min 10 s Hudáček (Pánik, Černák) — 25 min 31 s (SN) - Černák (Pánik, Tatar) — 40 min 16 s Čajkovský (Buc) — 42 min 41 s (IN) Nagy (Daňo, Marinčin) — 45 min 41 s (SN) - | Arbitrage : Roman Gofman et Gordon Schukies Juges de lignes : Roman Kaderli et Miroslav Lhotský |
| Hardy            | Gardiens | Rybár                               | | Arbitrage : Roman Gofman et Gordon Schukies Juges de lignes : Roman Kaderli et Miroslav Lhotský |
| 12 min           | Pénalités | 4 min                               | | Arbitrage : Roman Gofman et Gordon Schukies Juges de lignes : Roman Kaderli et Miroslav Lhotský |
| 20               | Tirs | 27                                  | | Arbitrage : Roman Gofman et Gordon Schukies Juges de lignes : Roman Kaderli et Miroslav Lhotský |

| 17 mai | Finlande | 5-0 (0-0, 3-0, 2-0) | Grande-Bretagne | Steel Arena 5 618 spectateurs |

| Feuille de match | Feuille de match | Feuille de match    | Feuille de match | Feuille de match                                                                                 |
| ---------------- | --- | ------------------- | ---------------- | ------------------------------------------------------------------------------------------------ |
|                  | Rajala (Lehtonen, Olkinuora) — 20 min 24 s (SN) Ohtamaa (Tyrväinen, Savinainen) — 25 min 8 s Kiviranta (Koivisto, Tyrväinen) — 34 min 59 s Kuusela (Savinainen) — 57 min 27 s (CV) Lehtonen (Jokiharju) — 59 min 49 s (SN) | 1-0 2-0 3-0 4-0 5-0 | -                | Arbitrage : Linus Öhlund et Stephen Reneau Juges de lignes : Joep Leermakers et Nathan Vanoosten |
| Olkinuora        | Gardiens | Bowns               |                  | Arbitrage : Linus Öhlund et Stephen Reneau Juges de lignes : Joep Leermakers et Nathan Vanoosten |
| 4 min            | Pénalités | 8 min               |                  | Arbitrage : Linus Öhlund et Stephen Reneau Juges de lignes : Joep Leermakers et Nathan Vanoosten |
| 49               | Tirs | 12                  |                  | Arbitrage : Linus Öhlund et Stephen Reneau Juges de lignes : Joep Leermakers et Nathan Vanoosten |

| 18 mai | Danemark | 1-7 (0-4, 1-2, 0-1) | États-Unis | Steel Arena 6 184 spectateurs |

| Feuille de match                    | Feuille de match                             | Feuille de match                | Feuille de match | Feuille de match                                                                                 |
| ----------------------------------- | -------------------------------------------- | ------------------------------- | --- | ------------------------------------------------------------------------------------------------ |
|                                     | - Olesen (Bau, O. Lauridsen) — 24 min 50 s - | 0-1 0-2 0-3 0-4 1-4 1-5 1-6 1-7 | Vatrano (Ryan, Hanifin) — 10 min 34 s DeBrincat (Kane, Suter) — 11 min 3 s (SN) Van Riemsdyk (Suter, White) — 14 min 24 s Kreider (J. Hughes, Eichel) — 18 min 49 s - DeBrincat (Kane, White) — 31 min 55 s Larkin (Ryan) — 33 min 17 s Eichel (Kane, DeBrincat) — 51 min 19 s (SN) | Arbitrage : Martin Fraňo et Mikko Kaukokari Juges de lignes : Dmitri Shishlo et Nathan Vanoosten |
| Nielsen (20 min) Galbraith (40 min) | Gardiens                                     | Schneider                       | | Arbitrage : Martin Fraňo et Mikko Kaukokari Juges de lignes : Dmitri Shishlo et Nathan Vanoosten |
| 8 min                               | Pénalités                                    | 10 min                          | | Arbitrage : Martin Fraňo et Mikko Kaukokari Juges de lignes : Dmitri Shishlo et Nathan Vanoosten |
| 22                                  | Tirs                                         | 26                              | | Arbitrage : Martin Fraňo et Mikko Kaukokari Juges de lignes : Dmitri Shishlo et Nathan Vanoosten |

| 18 mai | Canada | 8-1 (2-0, 2-1, 4-0) | Allemagne | Steel Arena 6 510 spectateurs |

| Feuille de match | Feuille de match | Feuille de match                    | Feuille de match                                      | Feuille de match                                                                           |
| ---------------- | --- | ----------------------------------- | ----------------------------------------------------- | ------------------------------------------------------------------------------------------ |
|                  | Chabot (Marchessault, Strome) — 2 min 1 s (SN) Stone (Severson, Nurse) — 16 min 43 s Stone (Strome, Marchessault) — 26 min 2 s (SN) - Stone (Dubois) — 38 min 49 s Mantha — 43 min 1 s Mantha (Turris) — 44 min 55 s Reinhart (Strome) — 45 min 28 s Cirelli (Joseph) — 53 min 10 s (IN) | 1-0 2-0 3-0 3-1 4-1 5-1 6-1 7-1 8-1 | - Ehliz (Eisenschmid, Seidenberg) — 38 min 1 s (SN) - | Arbitrage : Roman Gofman et Peter Stano Juges de lignes : Roman Kaderli et Joep Leermakers |
| Murray           | Gardiens | Treutle                             |                                                       | Arbitrage : Roman Gofman et Peter Stano Juges de lignes : Roman Kaderli et Joep Leermakers |
| 12 min           | Pénalités | 18 min                              |                                                       | Arbitrage : Roman Gofman et Peter Stano Juges de lignes : Roman Kaderli et Joep Leermakers |
| 49               | Tirs | 16                                  |                                                       | Arbitrage : Roman Gofman et Peter Stano Juges de lignes : Roman Kaderli et Joep Leermakers |

| 18 mai | Grande-Bretagne | 1-7 (1-3, 0-3, 0-1) | Slovaquie | Steel Arena 7 440 spectateurs |

| Feuille de match | Feuille de match                       | Feuille de match                | Feuille de match | Feuille de match                                                                               |
| ---------------- | -------------------------------------- | ------------------------------- | --- | ---------------------------------------------------------------------------------------------- |
|                  | - Hammond (Richardson) — 17 min 44 s - | 0-1 0-2 0-3 1-3 1-4 1-5 1-6 1-7 | Sekera (Buc) — 2 min 4 s Tatar — 2 min 25 s Marinčin (Krištof) — 9 min 2 s (SN) - Čajkovský (Pánik) — 24 min 33 s Studenič (Krištof) — 29 min 9 s Sukeľ (Liška, Koch) — 35 min 11 s (IN) Bondra (Koch, Nagy) — 58 min | Arbitrage : Brett Iverson et Stephen Reneau Juges de lignes : Bill Hancock et Miroslav Lhotský |
| Bowns            | Gardiens                               | Godla                           | | Arbitrage : Brett Iverson et Stephen Reneau Juges de lignes : Bill Hancock et Miroslav Lhotský |
| 4 min            | Pénalités                              | 4 min                           | | Arbitrage : Brett Iverson et Stephen Reneau Juges de lignes : Bill Hancock et Miroslav Lhotský |
| 17               | Tirs                                   | 38                              | | Arbitrage : Brett Iverson et Stephen Reneau Juges de lignes : Bill Hancock et Miroslav Lhotský |

| 19 mai | Allemagne | 1-3 (1-1, 0-0, 0-2) | États-Unis | Steel Arena 6 293 spectateurs |

| Feuille de match | Feuille de match                    | Feuille de match | Feuille de match | Feuille de match                                                                             |
| ---------------- | ----------------------------------- | ---------------- | --- | -------------------------------------------------------------------------------------------- |
|                  | Tiffels (Draisaitl) — 11 min 55 s - | 1-0 1-1 1-2 1-3  | - Van Riemsdyk (Keller, Martinez) — 13 min 47 s Larkin (Van Riemsdyk, Martinez) — 50 min 3 s Eichel (Kane, Suter) — 56 min 15 s (SN) | Arbitrage : Linus Öhlund et Peter Stano Juges de lignes : Hannu Sormunen et Nathan Vanoosten |
| Niederberger     | Gardiens                            | Schneider        | | Arbitrage : Linus Öhlund et Peter Stano Juges de lignes : Hannu Sormunen et Nathan Vanoosten |
| 2 min            | Pénalités                           | 4 min            | | Arbitrage : Linus Öhlund et Peter Stano Juges de lignes : Hannu Sormunen et Nathan Vanoosten |
| 25               | Tirs                                | 29               | | Arbitrage : Linus Öhlund et Peter Stano Juges de lignes : Hannu Sormunen et Nathan Vanoosten |

| 19 mai | France | 0-3 (0-1, 0-1, 0-1) | Finlande | Steel Arena 4 682 spectateurs |

| Feuille de match | Feuille de match | Feuille de match | Feuille de match | Feuille de match                                                                              |
| ---------------- | ---------------- | ---------------- | --- | --------------------------------------------------------------------------------------------- |
|                  | -                | 0-1 0-2 0-3      | Kiviranta (Lindbohm, Tyrväinen) — 9 min 24 s Mikkola (Pesonen, Kaski) — 21 min 51 s Sallinen (Savinainen, Kuusela) — 52 min 31 s | Arbitrage : Martin Fraňo et Gordon Schukies Juges de lignes : Andrew Dalton et Dmitri Shishlo |
| Hardy            | Gardiens         | Lankinen         | | Arbitrage : Martin Fraňo et Gordon Schukies Juges de lignes : Andrew Dalton et Dmitri Shishlo |
| 14 min           | Pénalités        | 8 min            | | Arbitrage : Martin Fraňo et Gordon Schukies Juges de lignes : Andrew Dalton et Dmitri Shishlo |
| 21               | Tirs             | 47               | | Arbitrage : Martin Fraňo et Gordon Schukies Juges de lignes : Andrew Dalton et Dmitri Shishlo |

| 20 mai | France | 3-4 (pr) (0-0, 3-2, 0-1, 0-1) | Grande-Bretagne | Steel Arena 7 440 spectateurs |

| Feuille de match | Feuille de match | Feuille de match            | Feuille de match | Feuille de match                                                                              |
| ---------------- | --- | --------------------------- | --- | --------------------------------------------------------------------------------------------- |
|                  | Rech (Manavian, Bozon) — 23 min 36 s Treille (Chakiachvili, Texier) — 27 min 31 s (SN) Rech (Claireaux) — 27 min 37 s - | 1-0 2-0 3-0 3-1 3-2 3-3 3-4 | - Dowd (O'Connor) — 34 min 59 s Hammond (O'Connor, Phillips) — 38 min 4 s Farmer (Phillips, O'Connor) — 45 min 16 s Davies (Phillips) — 62 min 3 s | Arbitrage : Mikko Kaukokari et Peter Stano Juges de lignes : Roman Kaderli et Joep Leermakers |
| Hardy            | Gardiens | Bowns                       | | Arbitrage : Mikko Kaukokari et Peter Stano Juges de lignes : Roman Kaderli et Joep Leermakers |
| 4 min            | Pénalités | 4 min                       | | Arbitrage : Mikko Kaukokari et Peter Stano Juges de lignes : Roman Kaderli et Joep Leermakers |
| 36               | Tirs | 30                          | | Arbitrage : Mikko Kaukokari et Peter Stano Juges de lignes : Roman Kaderli et Joep Leermakers |

| 20 mai | Canada | 5-0 (3-0, 1-0, 1-0) | Danemark | Steel Arena 4 665 spectateurs |

| Feuille de match                         | Feuille de match | Feuille de match    | Feuille de match | Feuille de match                                                                            |
| ---------------------------------------- | --- | ------------------- | ---------------- | ------------------------------------------------------------------------------------------- |
|                                          | Dubois (Marchessault, Stone) — 1 min McCann (Turris) — 6 min 6 s Marchessault (Severson, Stone) — 8 min 23 s Reinhart (Couturier, Chabot) — 33 min 53 s (SN) Reinhart (Myers, Cirelli) — 44 min 34 s | 1-0 2-0 3-0 4-0 5-0 | -                | Arbitrage : Linus Öhlund et Gordon Schukies Juges de lignes : Andrew Dalton et Bill Hancock |
| Hart (50 min 56 s) Blackwood (9 min 4 s) | Gardiens | Galbraith           |                  | Arbitrage : Linus Öhlund et Gordon Schukies Juges de lignes : Andrew Dalton et Bill Hancock |
| 8 min                                    | Pénalités | 6 min               |                  | Arbitrage : Linus Öhlund et Gordon Schukies Juges de lignes : Andrew Dalton et Bill Hancock |
| 34                                       | Tirs | 24                  |                  | Arbitrage : Linus Öhlund et Gordon Schukies Juges de lignes : Andrew Dalton et Bill Hancock |

| 21 mai | Finlande | 2-4 (1-1, 1-1, 0-2) | Allemagne | Steel Arena 6 685 spectateurs |

| Feuille de match | Feuille de match                                                                     | Feuille de match        | Feuille de match | Feuille de match                                                                              |
| ---------------- | ------------------------------------------------------------------------------------ | ----------------------- | --- | --------------------------------------------------------------------------------------------- |
|                  | Pesonen (Lehtonen, Jokiharju) — 15 min 5 s (SN) - Tyrväinen (Ojamäki) — 24 min 7 s - | 1-0 1-1 2-1 2-2 2-3 2-4 | - Michaelis (Plachta, Eisenschmid) — 17 min 4 s - Kahun (Draisaitl) — 33 min 13 s Draisaitl (Pföderl) — 44 min 46 s (SN) Draisaitl — 59 min (CV) | Arbitrage : Roman Gofman et Stephen Reneau Juges de lignes : Bill Hancock et Nathan Vanoosten |
| Lankinen         | Gardiens                                                                             | Grubauer                | | Arbitrage : Roman Gofman et Stephen Reneau Juges de lignes : Bill Hancock et Nathan Vanoosten |
| 4 min            | Pénalités                                                                            | 8 min                   | | Arbitrage : Roman Gofman et Stephen Reneau Juges de lignes : Bill Hancock et Nathan Vanoosten |
| 41               | Tirs                                                                                 | 21                      | | Arbitrage : Roman Gofman et Stephen Reneau Juges de lignes : Bill Hancock et Nathan Vanoosten |

| 21 mai | Slovaquie | 2-1 (TB) (0-0, 1-0, 0-1, 0-0, 1-0) | Danemark | Steel Arena 7 440 spectateurs |

| Feuille de match | Feuille de match                                            | Feuille de match | Feuille de match                                       | Feuille de match                                                                              |
| ---------------- | ----------------------------------------------------------- | ---------------- | ------------------------------------------------------ | --------------------------------------------------------------------------------------------- |
|                  | Marinčin (Studenič, Nagy) — 39 min 4 s - Nagy — 65 min (TB) | 1-0 1-1 2-1      | - Bødker (Russell, Jensen Aabo) — 46 min 41 s (2 SN) - | Arbitrage : Brett Iverson et Linus Öhlund Juges de lignes : Joep Leermakers et Hannu Sormunen |
| Gola             | Gardiens                                                    | Dahm             |                                                        | Arbitrage : Brett Iverson et Linus Öhlund Juges de lignes : Joep Leermakers et Hannu Sormunen |
| 10 min           | Pénalités                                                   | 4 min            |                                                        | Arbitrage : Brett Iverson et Linus Öhlund Juges de lignes : Joep Leermakers et Hannu Sormunen |
| 29               | Tirs                                                        | 14               |                                                        | Arbitrage : Brett Iverson et Linus Öhlund Juges de lignes : Joep Leermakers et Hannu Sormunen |

| 21 mai | Canada | 3-0 (2-0, 1-0, 0-0) | États-Unis | Steel Arena 7 440 spectateurs |

| Feuille de match | Feuille de match                                                                              | Feuille de match | Feuille de match | Feuille de match                                                                                 |
| ---------------- | --------------------------------------------------------------------------------------------- | ---------------- | ---------------- | ------------------------------------------------------------------------------------------------ |
|                  | Dubois (Stone) — 1 min 49 s Turris (Mantha) — 8 min 2 s McCann (Turris, Fabbro) — 35 min 59 s | 1-0 2-0 3-0      | -                | Arbitrage : Martin Fraňo et Mikko Kaukokari Juges de lignes : Miroslav Lhotský et Dmitri Shishlo |
| Murray           | Gardiens                                                                                      | Schneider        |                  | Arbitrage : Martin Fraňo et Mikko Kaukokari Juges de lignes : Miroslav Lhotský et Dmitri Shishlo |
| 14 min           | Pénalités                                                                                     | 4 min            |                  | Arbitrage : Martin Fraňo et Mikko Kaukokari Juges de lignes : Miroslav Lhotský et Dmitri Shishlo |
| 36               | Tirs                                                                                          | 28               |                  | Arbitrage : Martin Fraňo et Mikko Kaukokari Juges de lignes : Miroslav Lhotský et Dmitri Shishlo |

##### Classement
| Clt   | Équipe          | PJ | V | VP | D | DP | BP | BC | Diff | Pts   |
| ----- | --------------- | -- | - | -- | - | -- | -- | -- | ---- | ----- |
| +001, | Canada          | 7  | 6 | 0  | 1 | 0  | 36 | 11 | +25  | 18    |
| +002, | Finlande        | 7  | 5 | 0  | 1 | 1  | 22 | 11 | +11  | 16    |
| +003, | Allemagne       | 7  | 5 | 0  | 2 | 0  | 18 | 18 | 0    | 15    |
| +004, | États-Unis      | 7  | 4 | 1  | 2 | 0  | 27 | 15 | +12  | 14    |
| +005, | Slovaquie       | 7  | 3 | 1  | 3 | 0  | 28 | 19 | +9   | 11    |
| +006, | Danemark        | 7  | 1 | 1  | 4 | 1  | 18 | 23 | -5   | 6     |
| +007, | Grande-Bretagne | 7  | 0 | 1  | 6 | 0  | 9  | 41 | -32  | 2 (a) |
| +008, | France          | 7  | 0 | 0  | 5 | 2  | 14 | 34 | -20  | 2 (a) |

- En gras : qualifié pour les quarts de finale
- En italique : relégué en division IA

- (a) : En cas d'égalité, le nombre de points lors des confrontations directes est pris en compte. Comme la Grande-Bretagne a battu la France, elle la devance au classement.

Pour les significations des abréviations, voir statistiques du hockey sur glace.

#### Groupe B

##### Matches
| 10 mai | Russie | 5-2 (2-0, 2-0, 1-2) | Norvège | Zimný štadión Ondreja Nepelu 7 698 spectateurs |

| Feuille de match | Feuille de match | Feuille de match            | Feuille de match                                                          | Feuille de match                                                                               |
| ---------------- | --- | --------------------------- | ------------------------------------------------------------------------- | ---------------------------------------------------------------------------------------------- |
|                  | Dadonov (Malkine, Koutcherov) — 8 min 39 s (SN) Anissimov (Grigorenko, Orlov) — 14 min 33 s Koutcherov (Sergatchiov) — 26 min 13 s (SN) Dadonov (Malkine, Goussev) — 29 min 47 s (SN) Goussev (Koutcherov, Khafizoulline) — 41 min 26 s - | 1-0 2-0 3-0 4-0 5-0 5-1 5-2 | - Valkvæ Olsen (Reichenberg) — 56 min 7 s Holøs (Martinsen) — 57 min 47 s | Arbitrage : Martin Fraňo et Stephen Reneau Juges de lignes : Roman Kaderli et Miroslav Lhotský |
| Vassilevski      | Gardiens | Haukeland                   |                                                                           | Arbitrage : Martin Fraňo et Stephen Reneau Juges de lignes : Roman Kaderli et Miroslav Lhotský |
| 6 min            | Pénalités | 8 min                       |                                                                           | Arbitrage : Martin Fraňo et Stephen Reneau Juges de lignes : Roman Kaderli et Miroslav Lhotský |
| 27               | Tirs | 27                          |                                                                           | Arbitrage : Martin Fraňo et Stephen Reneau Juges de lignes : Roman Kaderli et Miroslav Lhotský |

| 10 mai | Tchéquie | 5-2 (1-0, 1-2, 3-0) | Suède | Zimný štadión Ondreja Nepelu 8 723 spectateurs |

| Feuille de match | Feuille de match | Feuille de match            | Feuille de match                                                                                     | Feuille de match                                                                           |
| ---------------- | --- | --------------------------- | --- | ------------------------------------------------------------------------------------------ |
|                  | Vrána (Kubalík) — 1 min 55 s - Kubalík (Kovář) — 36 min 36 s Frolík (Simon, Voráček) — 40 min 33 s Vrána (Hronek) — 55 min 50 s Kovář (Voráček) — 59 min 4 s (CV) | 1-0 1-1 1-2 2-2 3-2 4-2 5-2 | - Hörnqvist (Nylander, M. Pettersson) — 20 min 24 s Lindblom (Gustafsson, Bratt) — 23 min 1 s (SN) - | Arbitrage : Roman Gofman et Brett Iverson Juges de lignes : Bill Hancock et Hannu Sormunen |
| Bartošák         | Gardiens | Lundqvist                   | | Arbitrage : Roman Gofman et Brett Iverson Juges de lignes : Bill Hancock et Hannu Sormunen |
| 14 min           | Pénalités | 14 min                      | | Arbitrage : Roman Gofman et Brett Iverson Juges de lignes : Bill Hancock et Hannu Sormunen |
| 32               | Tirs | 32                          | | Arbitrage : Roman Gofman et Brett Iverson Juges de lignes : Bill Hancock et Hannu Sormunen |

| 11 mai | Suisse | 9-0 (4-0, 2-0, 3-0) | Italie | Zimný štadión Ondreja Nepelu 8 463 spectateurs |

| Feuille de match | Feuille de match | Feuille de match                    | Feuille de match | Feuille de match                                                                              |
| ---------------- | --- | ----------------------------------- | ---------------- | --------------------------------------------------------------------------------------------- |
|                  | Fiala (Josi) — 1 min 17 s Hofmann (Genazzi, Kurashev) — 7 min 24 s Martschini (Frick) — 10 min 6 s Praplan (Ambühl, Fiala) — 19 min 54 s (SN) S. Moser (Ambühl, J. Moser) — 21 min 36 s Fiala (Hischier) — 23 min 32 s Fiala (Hischier, Praplan) — 41 min 14 s (SN) Loeffel (Rod) — 46 min 55 s Hischier (Praplan) — 49 min 43 s | 1-0 2-0 3-0 4-0 5-0 6-0 7-0 8-0 9-0 | -                | Arbitrage : Martin Fraňo et Linus Öhlund Juges de lignes : Hannu Sormunen et Nathan Vanoosten |
| Berra            | Gardiens | Bernard                             |                  | Arbitrage : Martin Fraňo et Linus Öhlund Juges de lignes : Hannu Sormunen et Nathan Vanoosten |
| 2 min            | Pénalités | 8 min                               |                  | Arbitrage : Martin Fraňo et Linus Öhlund Juges de lignes : Hannu Sormunen et Nathan Vanoosten |
| 61               | Tirs | 19                                  |                  | Arbitrage : Martin Fraňo et Linus Öhlund Juges de lignes : Hannu Sormunen et Nathan Vanoosten |

| 11 mai | Lettonie | 5-2 (1-1, 0-0, 4-1) | Autriche | Zimný štadión Ondreja Nepelu 8 917 spectateurs |

| Feuille de match | Feuille de match | Feuille de match            | Feuille de match                                                                                       | Feuille de match                                                                         |
| ---------------- | --- | --------------------------- | --- | ---------------------------------------------------------------------------------------- |
|                  | - Balcers (Dārziņš, Freibergs) — 15 min 21 s (SN) Dārziņš (Balcers, Bļugers) — 40 min 23 s (SN) Ābols (Balcers, Ķēniņš) — 44 min 19 s Meija (Cibuļskis, Bļugers) — 47 min 16 s - Ķēniņš (Balcers) — 56 min | 0-1 1-1 2-1 3-1 4-1 4-2 5-2 | M. Raffl (Pallestrang, Herburger) — 14 min 39 s (IN) - Herburger (Hofer, Zwerger) — 55 min 44 s (SN) - | Arbitrage : Roman Gofman et Peter Stano Juges de lignes : Andrew Dalton et Roman Kaderli |
| Gudļevskis       | Gardiens | Kickert                     | | Arbitrage : Roman Gofman et Peter Stano Juges de lignes : Andrew Dalton et Roman Kaderli |
| 6 min            | Pénalités | 35 min                      | | Arbitrage : Roman Gofman et Peter Stano Juges de lignes : Andrew Dalton et Roman Kaderli |
| 39               | Tirs | 18                          | | Arbitrage : Roman Gofman et Peter Stano Juges de lignes : Andrew Dalton et Roman Kaderli |

| 11 mai | Norvège | 2-7 (1-3, 0-2, 1-2) | Tchéquie | Zimný štadión Ondreja Nepelu 9 033 spectateurs |

| Feuille de match                 | Feuille de match                                                                  | Feuille de match                    | Feuille de match | Feuille de match                                                                                   |
| -------------------------------- | --------------------------------------------------------------------------------- | ----------------------------------- | --- | -------------------------------------------------------------------------------------------------- |
|                                  | - Lindström (Holøs, Martinsen) — 10 min 14 s (SN) - Olden (Olimb) — 40 min 52 s - | 0-1 0-2 1-2 1-3 1-4 1-5 2-5 2-6 2-7 | Hronek (Voráček, Frolík) — 2 min 33 s Hronek (Kubalík, Řepík) — 6 min 34 s - Frolík — 15 min 32 s (IN) Frolík (Voráček) — 23 min 17 s (SN) Řepík (Kubalík, Hronek) — 33 min 36 s - Chytil (Rutta, Vrána) — 41 min 30 s Kubalík (Kovář) — 44 min 52 s | Arbitrage : Mikko Kaukokari et Gordon Schukies Juges de lignes : Joep Leermakers et Dmitri Shishlo |
| Haukeland (40 min) Holm (20 min) | Gardiens                                                                          | Hrubec                              | | Arbitrage : Mikko Kaukokari et Gordon Schukies Juges de lignes : Joep Leermakers et Dmitri Shishlo |
| 8 min                            | Pénalités                                                                         | 14 min                              | | Arbitrage : Mikko Kaukokari et Gordon Schukies Juges de lignes : Joep Leermakers et Dmitri Shishlo |
| 24                               | Tirs                                                                              | 42                                  | | Arbitrage : Mikko Kaukokari et Gordon Schukies Juges de lignes : Joep Leermakers et Dmitri Shishlo |

| 12 mai | Russie | 5-0 (1-0, 2-0, 2-0) | Autriche | Zimný štadión Ondreja Nepelu 9 033 spectateurs |

| Feuille de match | Feuille de match | Feuille de match    | Feuille de match | Feuille de match                                                                                  |
| ---------------- | --- | ------------------- | ---------------- | ------------------------------------------------------------------------------------------------- |
|                  | Dadonov (Goussev, Koutcherov) — 12 min 15 s (SN) Koutcherov (Goussev) — 34 min 23 s Teleguine (Kovaltchouk) — 34 min 59 s Dadonov (Sergatchiov, Malkine) — 40 min 15 s Kovaltchouk (Orlov, Kouznetsov) — 44 min 6 s (JS) | 1-0 2-0 3-0 4-0 5-0 | -                | Arbitrage : Linus Öhlund et Gordon Schukies Juges de lignes : Joep Leermakers et Nathan Vanoosten |
| Gueorguiev       | Gardiens | Starkbaum           |                  | Arbitrage : Linus Öhlund et Gordon Schukies Juges de lignes : Joep Leermakers et Nathan Vanoosten |
| 2 min            | Pénalités | 8 min               |                  | Arbitrage : Linus Öhlund et Gordon Schukies Juges de lignes : Joep Leermakers et Nathan Vanoosten |
| 37               | Tirs | 15                  |                  | Arbitrage : Linus Öhlund et Gordon Schukies Juges de lignes : Joep Leermakers et Nathan Vanoosten |

| 12 mai | Italie | 0-8 (0-1, 0-1, 0-6) | Suède | Zimný štadión Ondreja Nepelu 6 984 spectateurs |

| Feuille de match | Feuille de match | Feuille de match                | Feuille de match | Feuille de match                                                                            |
| ---------------- | ---------------- | ------------------------------- | --- | ------------------------------------------------------------------------------------------- |
|                  | -                | 0-1 0-2 0-3 0-4 0-5 0-6 0-7 0-8 | Lander (Bratt, Eriksson) — 2 min 10 s Hörnqvist (E. Pettersson, Eriksson) — 25 min 25 s Lindblom (A. Kempe, Nylander) — 41 min 57 s (SN) Krüger (Rasmussen, M. Kempe) — 42 min 52 s Lander (Eriksson) — 48 min 55 s (IN) Nylander — 52 min 33 s Lander (Lindholm) — 55 min 32 s Hörnqvist (A. Kempe) — 58 min 29 s | Arbitrage : Stephen Reneau et Peter Stano Juges de lignes : Andrew Dalton et Dmitri Shishlo |
| De Filippo       | Gardiens         | Lundqvist                       | | Arbitrage : Stephen Reneau et Peter Stano Juges de lignes : Andrew Dalton et Dmitri Shishlo |
| 6 min            | Pénalités        | 4 min                           | | Arbitrage : Stephen Reneau et Peter Stano Juges de lignes : Andrew Dalton et Dmitri Shishlo |
| 13               | Tirs             | 58                              | | Arbitrage : Stephen Reneau et Peter Stano Juges de lignes : Andrew Dalton et Dmitri Shishlo |

| 12 mai | Lettonie | 1-3 (0-0, 1-1, 0-2) | Suisse | Zimný štadión Ondreja Nepelu 7 773 spectateurs |

| Feuille de match | Feuille de match                          | Feuille de match | Feuille de match                                                                                                  | Feuille de match                                                                                |
| ---------------- | ----------------------------------------- | ---------------- | --- | ----------------------------------------------------------------------------------------------- |
|                  | - Indrašis (Balcers) — 34 min 15 s (SN) - | 0-1 1-1 1-2 1-3  | Hofmann (Kurashev, Martschini) — 33 min 44 s - Hischier (Praplan, Josi) — 56 min 21 s S. Moser — 59 min 19 s (CV) | Arbitrage : Brett Iverson et Mikko Kaukokari Juges de lignes : Bill Hancock et Miroslav Lhotský |
| Merzļikins       | Gardiens                                  | Genoni           | | Arbitrage : Brett Iverson et Mikko Kaukokari Juges de lignes : Bill Hancock et Miroslav Lhotský |
| 10 min           | Pénalités                                 | 12 min           | | Arbitrage : Brett Iverson et Mikko Kaukokari Juges de lignes : Bill Hancock et Miroslav Lhotský |
| 21               | Tirs                                      | 37               | | Arbitrage : Brett Iverson et Mikko Kaukokari Juges de lignes : Bill Hancock et Miroslav Lhotský |

| 13 mai | Russie | 3-0 (1-0, 1-0, 1-0) | Tchéquie | Zimný štadión Ondreja Nepelu 9 085 spectateurs |

| Feuille de match | Feuille de match                                                                                             | Feuille de match | Feuille de match | Feuille de match                                                                              |
| ---------------- | --- | ---------------- | ---------------- | --------------------------------------------------------------------------------------------- |
|                  | Andronov (Khafizoulline, Nesterov) — 13 min 2 s Goussev (Koutcherov) — 32 min 35 s Zaïtsev — 59 min 4 s (CV) | 1-0 2-0 3-0      | -                | Arbitrage : Brett Iverson et Peter Stano Juges de lignes : Hannu Sormunen et Nathan Vanoosten |
| Vassilevski      | Gardiens | Bartošák         |                  | Arbitrage : Brett Iverson et Peter Stano Juges de lignes : Hannu Sormunen et Nathan Vanoosten |
| 10 min           | Pénalités | 16 min           |                  | Arbitrage : Brett Iverson et Peter Stano Juges de lignes : Hannu Sormunen et Nathan Vanoosten |
| 28               | Tirs | 23               |                  | Arbitrage : Brett Iverson et Peter Stano Juges de lignes : Hannu Sormunen et Nathan Vanoosten |

| 13 mai | Norvège | 1-9 (0-3, 0-5, 1-1) | Suède | Zimný štadión Ondreja Nepelu 8 850 spectateurs |

| Feuille de match                          | Feuille de match                           | Feuille de match                        | Feuille de match | Feuille de match                                                                              |
| ----------------------------------------- | ------------------------------------------ | --------------------------------------- | --- | --------------------------------------------------------------------------------------------- |
|                                           | - Trettenes (Valkvæ Olsen) — 51 min 14 s - | 0-1 0-2 0-3 0-4 0-5 0-6 0-7 0-8 1-8 1-9 | Wennberg (Nylander) — 39 s Hörnqvist (Ekman-Larsson, Nylander) — 6 min 40 s Hörnqvist (Nylander) — 18 min 22 s A. Kempe (Lander) — 22 min 5 s Ekman-Larsson (Larsson, Wennberg) — 25 min 54 s M. Kempe (Lander, Gustafsson) — 26 min 40 s Wennberg (Nylander) — 29 min 38 s Eriksson (Lindholm, E. Pettersson) — 38 min 40 s (SN) - Lindblom (Nylander, Lander) — 57 min 29 s | Arbitrage : Roman Gofman et Gordon Schukies Juges de lignes : Bill Hancock et Joep Leermakers |
| Haukeland (25 min 25 s) Holm (34 min 6 s) | Gardiens                                   | Markström                               | | Arbitrage : Roman Gofman et Gordon Schukies Juges de lignes : Bill Hancock et Joep Leermakers |
| 8 min                                     | Pénalités                                  | 16 min                                  | | Arbitrage : Roman Gofman et Gordon Schukies Juges de lignes : Bill Hancock et Joep Leermakers |
| 17                                        | Tirs                                       | 44                                      | | Arbitrage : Roman Gofman et Gordon Schukies Juges de lignes : Bill Hancock et Joep Leermakers |

| 14 mai | Italie | 0-3 (0-0, 0-2, 0-1) | Lettonie | Zimný štadión Ondreja Nepelu 5 532 spectateurs |

| Feuille de match | Feuille de match | Feuille de match | Feuille de match | Feuille de match                                                                                |
| ---------------- | ---------------- | ---------------- | --- | ----------------------------------------------------------------------------------------------- |
|                  | -                | 0-1 0-2 0-3      | Ro. Bukarts (Ri. Bukarts, Meija) — 29 min 11 s Marenis (Ģēģeris, Freibergs) — 38 min 14 s Bļugers (Balcers, Ķēniņš) — 59 min 4 s (CV) | Arbitrage : Stephen Reneau et Gordon Schukies Juges de lignes : Andrew Dalton et Hannu Sormunen |
| Bernard          | Gardiens         | Gudļevskis       | | Arbitrage : Stephen Reneau et Gordon Schukies Juges de lignes : Andrew Dalton et Hannu Sormunen |
| 6 min            | Pénalités        | 2 min            | | Arbitrage : Stephen Reneau et Gordon Schukies Juges de lignes : Andrew Dalton et Hannu Sormunen |
| 15               | Tirs             | 65               | | Arbitrage : Stephen Reneau et Gordon Schukies Juges de lignes : Andrew Dalton et Hannu Sormunen |

| 14 mai | Suisse | 4-0 (1-0, 0-0, 3-0) | Autriche | Zimný štadión Ondreja Nepelu 4 488 spectateurs |

| Feuille de match | Feuille de match | Feuille de match | Feuille de match | Feuille de match                                                                                |
| ---------------- | --- | ---------------- | ---------------- | ----------------------------------------------------------------------------------------------- |
|                  | Fiala (Hischier, Praplan) — 19 min 27 s Josi (Loeffel, S. Moser) — 53 min 2 s Kurashev (Hischier) — 58 min 34 s (SN) Andrighetto (Diaz, Praplan) — 59 min 47 s (2 SN) | 1-0 2-0 3-0 4-0  | -                | Arbitrage : Mikko Kaukokari et Aleksi Rantala Juges de lignes : Rene Jensen et Lauri Nikulainen |
| Berra            | Gardiens | Kickert          |                  | Arbitrage : Mikko Kaukokari et Aleksi Rantala Juges de lignes : Rene Jensen et Lauri Nikulainen |
| 18 min           | Pénalités | 28 min           |                  | Arbitrage : Mikko Kaukokari et Aleksi Rantala Juges de lignes : Rene Jensen et Lauri Nikulainen |
| 45               | Tirs | 18               |                  | Arbitrage : Mikko Kaukokari et Aleksi Rantala Juges de lignes : Rene Jensen et Lauri Nikulainen |

| 15 mai | Suisse | 4-1 (1-0, 1-0, 2-1) | Norvège | Zimný štadión Ondreja Nepelu 4 673 spectateurs |

| Feuille de match | Feuille de match | Feuille de match    | Feuille de match                       | Feuille de match                                                                              |
| ---------------- | --- | ------------------- | -------------------------------------- | --------------------------------------------------------------------------------------------- |
|                  | Ambühl (Bertschy, Loeffel) — 5 min 30 s Hischier (Fiala) — 20 min 34 s Hofmann (Martschini) — 49 min 1 s Ambühl (Genazzi, S. Moser) — 56 min 2 s - | 1-0 2-0 3-0 4-0 4-1 | - Lindström (Reichenberg) — 58 min 4 s | Arbitrage : Brett Iverson et Jeremy Tufts Juges de lignes : Andrew Dalton et Lauri Nikulainen |
| Genoni           | Gardiens | Holm                |                                        | Arbitrage : Brett Iverson et Jeremy Tufts Juges de lignes : Andrew Dalton et Lauri Nikulainen |
| 10 min           | Pénalités | 28 min              |                                        | Arbitrage : Brett Iverson et Jeremy Tufts Juges de lignes : Andrew Dalton et Lauri Nikulainen |
| 42               | Tirs | 32                  |                                        | Arbitrage : Brett Iverson et Jeremy Tufts Juges de lignes : Andrew Dalton et Lauri Nikulainen |

| 15 mai | Russie | 10-0 (4-0, 4-0, 2-0) | Italie | Zimný štadión Ondreja Nepelu 7 535 spectateurs |

| Feuille de match | Feuille de match | Feuille de match                               | Feuille de match | Feuille de match                                                                              |
| ---------------- | --- | ---------------------------------------------- | ---------------- | --------------------------------------------------------------------------------------------- |
|                  | Zaïtsev (Goussev, Koutcherov) — 31 s Khafizoulline (Goussev, Koutcherov) — 8 min 30 s Kouznetsov (Barabanov) — 13 min 15 s Ovetchkine (Kouznetsov) — 16 min 14 s Kouznetsov (Ovetchkine, Orlov) — 20 min 18 s Kovaltchouk (Kouznetsov) — 26 min 3 s Dadonov (Koutcherov, Goussev) — 33 min 41 s (SN) Grigorenko (Barabanov) — 36 min 25 s (IN) Koutcherov (Khafizoulline, Zaïtsev) — 44 min 52 s Dadonov (Kovaltchouk) — 45 min 27 s | 1-0 2-0 3-0 4-0 5-0 6-0 7-0 8-0 9-0 10-0       | -                | Arbitrage : Mikko Kaukokari et Aleksi Rantala Juges de lignes : Rene Jensen et Dustin McCrank |
| Vassilevski      | Gardiens | Bernard (20 min 18 s) De Filippo (39 min 42 s) |                  | Arbitrage : Mikko Kaukokari et Aleksi Rantala Juges de lignes : Rene Jensen et Dustin McCrank |
| 4 min            | Pénalités | 8 min                                          |                  | Arbitrage : Mikko Kaukokari et Aleksi Rantala Juges de lignes : Rene Jensen et Dustin McCrank |
| 40               | Tirs | 15                                             |                  | Arbitrage : Mikko Kaukokari et Aleksi Rantala Juges de lignes : Rene Jensen et Dustin McCrank |

| 16 mai | Suède | 9-1 (5-0, 2-0, 2-1) | Autriche | Zimný štadión Ondreja Nepelu 8 386 spectateurs |

| Feuille de match | Feuille de match | Feuille de match                        | Feuille de match                            | Feuille de match                                                                           |
| ---------------- | --- | --------------------------------------- | ------------------------------------------- | ------------------------------------------------------------------------------------------ |
|                  | Landeskog (E. Pettersson, Lindholm) — 1 min 9 s Krüger (Lindblom) — 2 min 37 s Nylander (Wennberg, Hörnqvist) — 5 min 41 s Larsson (Nylander) — 7 min 32 s A. Kempe (Lander, Ekholm) — 14 min 39 s Rasmussen (Krüger) — 29 min 13 s (IN) Lindholm (Landeskog, E. Pettersson) — 33 min 22 s Ekman-Larsson (Wennberg, Hörnqvist) — 42 min 40 s (SN) E. Pettersson (Lindholm, Landeskog) — 45 min 31 s - | 1-0 2-0 3-0 4-0 5-0 6-0 7-0 8-0 9-0 9-1 | - M. Raffl (Hofer, Schlacher) — 47 min 46 s | Arbitrage : Brett Iverson et Peter Stano Juges de lignes : Andrew Dalton et Hannu Sormunen |
| Lundqvist        | Gardiens | Starkbaum                               |                                             | Arbitrage : Brett Iverson et Peter Stano Juges de lignes : Andrew Dalton et Hannu Sormunen |
| 8 min            | Pénalités | 10 min                                  |                                             | Arbitrage : Brett Iverson et Peter Stano Juges de lignes : Andrew Dalton et Hannu Sormunen |
| 36               | Tirs | 22                                      |                                             | Arbitrage : Brett Iverson et Peter Stano Juges de lignes : Andrew Dalton et Hannu Sormunen |

| 16 mai | Tchéquie | 6-3 (0-2, 4-0, 2-1) | Lettonie | Zimný štadión Ondreja Nepelu 9 084 spectateurs |

| Feuille de match | Feuille de match | Feuille de match                    | Feuille de match | Feuille de match                                                                         |
| ---------------- | --- | ----------------------------------- | --- | ---------------------------------------------------------------------------------------- |
|                  | - Hronek (Voráček) — 25 min 41 s (SN) Kovář (Palát, Zámorský) — 31 min 1 s Voráček (Simon, Hronek) — 37 min 38 s Vrána (Faksa, Gudas) — 38 min 40 s Simon (Voráček, Frolík) — 45 min 44 s - Voráček (Frolík, Simon) — 58 min 28 s (CV) | 0-1 0-2 1-2 2-2 3-2 4-2 5-2 5-3 6-3 | Indrašis (Dārziņš, Cibuļskis) — 6 min 4 s (2 SN) Dārziņš (Balcers, Cibuļskis) — 13 min 8 s (SN) - Dārziņš (Cibuļskis) — 55 min 28 s (SN + JS) - | Arbitrage : Oliver Gouin et Jeremy Tufts Juges de lignes : Dmitri Golyak et Brian Oliver |
| Bartošák         | Gardiens | Merzļikins                          | | Arbitrage : Oliver Gouin et Jeremy Tufts Juges de lignes : Dmitri Golyak et Brian Oliver |
| 14 min           | Pénalités | 54 min                              | | Arbitrage : Oliver Gouin et Jeremy Tufts Juges de lignes : Dmitri Golyak et Brian Oliver |
| 39               | Tirs | 24                                  | | Arbitrage : Oliver Gouin et Jeremy Tufts Juges de lignes : Dmitri Golyak et Brian Oliver |

| 17 mai | Autriche | 3-5 (0-1, 1-1, 2-3) | Norvège | Zimný štadión Ondreja Nepelu 8 196 spectateurs |

| Feuille de match | Feuille de match | Feuille de match                | Feuille de match | Feuille de match                                                                           |
| ---------------- | --- | ------------------------------- | --- | ------------------------------------------------------------------------------------------ |
|                  | - Schneider (Heinrich, Komarek) — 22 min 8 s (2 SN) - Komarek (Pallestrang, Schneider) — 49 min 37 s - Heinrich (Schneider, Zwerger) — 59 min 9 s (JS) - | 0-1 1-1 1-2 2-2 2-3 2-4 3-4 3-5 | Bull (Lindström) — 2 min 1 s - Johannesen (Valkvæ Olsen, Martinsen) — 36 min 42 s - Reichenberg (Haga, Holøs) — 50 min 33 s Bull (Olimb, Reichenberg) — 53 min 22 s (JS) - Bull (Lindström) — 59 min 17 s (CV) | Arbitrage : Jan Hribik et Aleksi Rantala Juges de lignes : Dmitri Golyak et Dustin McCrank |
| Starkbaum        | Gardiens | Holm                            | | Arbitrage : Jan Hribik et Aleksi Rantala Juges de lignes : Dmitri Golyak et Dustin McCrank |
| 4 min            | Pénalités | 8 min                           | | Arbitrage : Jan Hribik et Aleksi Rantala Juges de lignes : Dmitri Golyak et Dustin McCrank |
| 33               | Tirs | 30                              | | Arbitrage : Jan Hribik et Aleksi Rantala Juges de lignes : Dmitri Golyak et Dustin McCrank |

| 17 mai | Tchéquie | 8-0 (1-0, 4-0, 3-0) | Italie | Zimný štadión Ondreja Nepelu 9 082 spectateurs |

| Feuille de match | Feuille de match | Feuille de match                | Feuille de match | Feuille de match                                                                               |
| ---------------- | --- | ------------------------------- | ---------------- | ---------------------------------------------------------------------------------------------- |
|                  | Gulaš (Kubalík) — 7 min 4 s Gudas (Jaškin) — 27 min 9 s Frolík (Moravčík, Simon) — 32 min 7 s Kovář (Voráček, Frolík) — 33 min 43 s (SN) Jaškin (Chytil, Řepík) — 34 min 17 s Simon (Voráček, Frolík) — 56 min 2 s Jaškin (Musil, Řepík) — 57 min 42 s Michael (Kolář) — 57 min 58 s | 1-0 2-0 3-0 4-0 5-0 6-0 7-0 8-0 | -                | Arbitrage : Oliver Gouin et Yevgeni Romasko Juges de lignes : Gleb Lazarev et Lauri Nikulainen |
| Francouz         | Gardiens | De Filippo                      |                  | Arbitrage : Oliver Gouin et Yevgeni Romasko Juges de lignes : Gleb Lazarev et Lauri Nikulainen |
| 2 min            | Pénalités | 6 min                           |                  | Arbitrage : Oliver Gouin et Yevgeni Romasko Juges de lignes : Gleb Lazarev et Lauri Nikulainen |
| 48               | Tirs | 15                              |                  | Arbitrage : Oliver Gouin et Yevgeni Romasko Juges de lignes : Gleb Lazarev et Lauri Nikulainen |

| 18 mai | Lettonie | 1-3 (1-0, 0-3, 0-0) | Russie | Zimný štadión Ondreja Nepelu 9 084 spectateurs |

| Feuille de match | Feuille de match                          | Feuille de match | Feuille de match | Feuille de match                                                                          |
| ---------------- | ----------------------------------------- | ---------------- | --- | ----------------------------------------------------------------------------------------- |
|                  | Cibuļskis (Indrašis) — 10 min 28 s (SN) - | 1-0 1-1 1-2 1-3  | - Orlov (Kovaltchouk, Plotnikov) — 20 min 27 s Goussev (Dadonov, Koutcherov) — 23 min 50 s (SN) Koutcherov (Anissimov) — 32 min 40 s | Arbitrage : Jan Hribik et Maxim Sidorenko Juges de lignes : Dmitri Golyak et Brian Oliver |
| Merzļikins       | Gardiens                                  | Vassilevski      | | Arbitrage : Jan Hribik et Maxim Sidorenko Juges de lignes : Dmitri Golyak et Brian Oliver |
| 12 min           | Pénalités                                 | 18 min           | | Arbitrage : Jan Hribik et Maxim Sidorenko Juges de lignes : Dmitri Golyak et Brian Oliver |
| 27               | Tirs                                      | 33               | | Arbitrage : Jan Hribik et Maxim Sidorenko Juges de lignes : Dmitri Golyak et Brian Oliver |

| 18 mai | Italie | 1-7 (0-1, 0-0, 1-6) | Norvège | Zimný štadión Ondreja Nepelu 8 872 spectateurs |

| Feuille de match | Feuille de match                             | Feuille de match                | Feuille de match | Feuille de match                                                                                 |
| ---------------- | -------------------------------------------- | ------------------------------- | --- | ------------------------------------------------------------------------------------------------ |
|                  | - Miceli (Helfer, S. Kostner) — 42 min 3 s - | 0-1 0-2 1-2 1-3 1-4 1-5 1-6 1-7 | Reichenberg (Lesund, Martinsen) — 15 min 23 s Trettenes (Olimb, Valkvæ Olsen) — 41 min 47 s - Haga (Valkvæ Olsen, Bonsaksen) — 43 min 55 s Lindström (Martinsen) — 47 min 45 s Olden (Holøs, Olimb) — 49 min 6 s Røymark — 51 min 39 s Espeland (Bull, Haga) — 59 min 8 s (SN) | Arbitrage : Yevgeni Romasko et Jeremy Tufts Juges de lignes : Dustin McCrank et Lauri Nikulainen |
| Bernard          | Gardiens                                     | Holm                            | | Arbitrage : Yevgeni Romasko et Jeremy Tufts Juges de lignes : Dustin McCrank et Lauri Nikulainen |
| 4 min            | Pénalités                                    | 8 min                           | | Arbitrage : Yevgeni Romasko et Jeremy Tufts Juges de lignes : Dustin McCrank et Lauri Nikulainen |
| 20               | Tirs                                         | 35                              | | Arbitrage : Yevgeni Romasko et Jeremy Tufts Juges de lignes : Dustin McCrank et Lauri Nikulainen |

| 18 mai | Suède | 4-3 (1-1, 2-1, 1-1) | Suisse | Zimný štadión Ondreja Nepelu 9 085 spectateurs |

| Feuille de match | Feuille de match | Feuille de match            | Feuille de match                                                                                          | Feuille de match                                                                          |
| ---------------- | --- | --------------------------- | --- | ----------------------------------------------------------------------------------------- |
|                  | - Wennberg (Klingberg) — 18 min 44 s (SN) Nylander (Hörnqvist, Larsson) — 25 min 20 s - Gustafsson (Nylander) — 28 min 28 s - Ekman-Larsson (Nylander, Wennberg) — 51 min 47 s | 0-1 1-1 2-1 2-2 3-2 3-3 4-3 | Andrighetto (Haas) — 4 min 9 s - Genazzi (Josi) — 27 min 58 s - Haas (Scherwey, Bertschy) — 50 min 27 s - | Arbitrage : Oliver Gouin et Manuel Nikolic Juges de lignes : Rene Jensen et Jiří Ondráček |
| Lundqvist        | Gardiens | Berra                       | | Arbitrage : Oliver Gouin et Manuel Nikolic Juges de lignes : Rene Jensen et Jiří Ondráček |
| 12 min           | Pénalités | 6 min                       | | Arbitrage : Oliver Gouin et Manuel Nikolic Juges de lignes : Rene Jensen et Jiří Ondráček |
| 29               | Tirs | 24                          | | Arbitrage : Oliver Gouin et Manuel Nikolic Juges de lignes : Rene Jensen et Jiří Ondráček |

| 19 mai | Autriche | 0-8 (0-2, 0-3, 0-3) | Tchéquie | Zimný štadión Ondreja Nepelu 9 072 spectateurs |

| Feuille de match | Feuille de match | Feuille de match                | Feuille de match | Feuille de match                                                                              |
| ---------------- | ---------------- | ------------------------------- | --- | --------------------------------------------------------------------------------------------- |
|                  | -                | 0-1 0-2 0-3 0-4 0-5 0-6 0-7 0-8 | Faksa (Kolář, Gudas) — 6 min 30 s Kubalík (Gudas) — 14 min 30 s Simon (Voráček, Hronek) — 20 min 41 s Řepík (Faksa, Kubalík) — 30 min 14 s (2 SN) Frolík (Gulaš, Hronek) — 30 min 55 s (2 SN) Řepík (Kubalík, Kolář) — 42 min 26 s Kolář (Voráček, Frolík) — 44 min 6 s Vrána (Jaškin, Faksa) — 45 min 1 s | Arbitrage : Aleksi Rantala et Maxim Sidorenko Juges de lignes : Rene Jensen et Dustin McCrank |
| Herzog           | Gardiens         | Francouz                        | | Arbitrage : Aleksi Rantala et Maxim Sidorenko Juges de lignes : Rene Jensen et Dustin McCrank |
| 10 min           | Pénalités        | 16 min                          | | Arbitrage : Aleksi Rantala et Maxim Sidorenko Juges de lignes : Rene Jensen et Dustin McCrank |
| 16               | Tirs             | 39                              | | Arbitrage : Aleksi Rantala et Maxim Sidorenko Juges de lignes : Rene Jensen et Dustin McCrank |

| 19 mai | Suisse | 0-3 (0-1, 0-1, 0-1) | Russie | Zimný štadión Ondreja Nepelu 9 056 spectateurs |

| Feuille de match | Feuille de match | Feuille de match | Feuille de match | Feuille de match                                                                             |
| ---------------- | ---------------- | ---------------- | --- | -------------------------------------------------------------------------------------------- |
|                  | -                | 0-1 0-2 0-3      | Anissimov (Orlov, Goussev) — 3 min 36 s Koutcherov (Goussev) — 26 min 20 s (SN) Koutcherov (Anissimov, Zaïtsev) — 55 min 20 s | Arbitrage : Tobias Bjork et Jeremy Tufts Juges de lignes : Andreas Malmqvist et Brian Oliver |
| Genoni           | Gardiens         | Gueorguiev       | | Arbitrage : Tobias Bjork et Jeremy Tufts Juges de lignes : Andreas Malmqvist et Brian Oliver |
| 8 min            | Pénalités        | 14 min           | | Arbitrage : Tobias Bjork et Jeremy Tufts Juges de lignes : Andreas Malmqvist et Brian Oliver |
| 31               | Tirs             | 34               | | Arbitrage : Tobias Bjork et Jeremy Tufts Juges de lignes : Andreas Malmqvist et Brian Oliver |

| 20 mai | Suède | 5-4 (1-0, 1-1, 3-3) | Lettonie | Zimný štadión Ondreja Nepelu 9 085 spectateurs |

| Feuille de match | Feuille de match | Feuille de match                           | Feuille de match | Feuille de match                                                                                |
| ---------------- | --- | ------------------------------------------ | --- | ----------------------------------------------------------------------------------------------- |
|                  | E. Pettersson (Landeskog, Lindholm) — 10 min 15 s (SN) - A. Kempe (Nylander, Klingberg) — 33 min 38 s - Lander (A. Kempe) — 49 min Hörnqvist (Ekholm, Nylander) — 50 min 9 s - Rasmussen — 59 min 26 s (CV) | 1-0 1-1 2-1 2-2 2-3 3-3 4-3 4-4 5-4        | - Ro. Bukarts (Ri. Bukarts, Freibergs) — 29 min 35 s (SN) - Ro. Bukarts — 41 min 11 s (SN) Jaks (Ri. Bukarts, Dārziņš) — 43 min 42 s - Ro. Bukarts (Indrašis, Sotnieks) — 56 min 36 s - | Arbitrage : Aleksi Rantala et Yevgeni Romasko Juges de lignes : Rene Jensen et Lauri Nikulainen |
| Lundqvist        | Gardiens | Gudļevskis (58 min 41 s) Merzļikins (25 s) | | Arbitrage : Aleksi Rantala et Yevgeni Romasko Juges de lignes : Rene Jensen et Lauri Nikulainen |
| 6 min            | Pénalités | 6 min                                      | | Arbitrage : Aleksi Rantala et Yevgeni Romasko Juges de lignes : Rene Jensen et Lauri Nikulainen |
| 35               | Tirs | 29                                         | | Arbitrage : Aleksi Rantala et Yevgeni Romasko Juges de lignes : Rene Jensen et Lauri Nikulainen |

| 20 mai | Autriche | 3-4 (TB) (2-1, 0-2, 1-0, 0-0, 0-1) | Italie | Zimný štadión Ondreja Nepelu 9 085 spectateurs |

| Feuille de match | Feuille de match                                                                                                 | Feuille de match            | Feuille de match | Feuille de match                                                                       |
| ---------------- | --- | --------------------------- | --- | -------------------------------------------------------------------------------------- |
|                  | - Ganahl (Unterweger) — 11 min 25 s M. Raffl (Hofer, Unterweger) — 16 min 8 s - M. Raffl (Hofer) — 41 min 45 s - | 0-1 1-1 2-1 2-2 2-3 3-3 3-4 | Bardaro (Trivellato) — 9 min 59 s - S. Kostner (Miceli) — 34 min 35 s Rosa (Ramoser) — 38 min 57 s - McMonagle — 65 min (TB) | Arbitrage : Jan Hribik et Jeremy Tufts Juges de lignes : Gleb Lazarev et Jiri Ondracek |
| Kickert          | Gardiens | Bernard                     | | Arbitrage : Jan Hribik et Jeremy Tufts Juges de lignes : Gleb Lazarev et Jiri Ondracek |
| 4 min            | Pénalités | 6 min                       | | Arbitrage : Jan Hribik et Jeremy Tufts Juges de lignes : Gleb Lazarev et Jiri Ondracek |
| 41               | Tirs | 23                          | | Arbitrage : Jan Hribik et Jeremy Tufts Juges de lignes : Gleb Lazarev et Jiri Ondracek |

| 21 mai | Tchéquie | 5-4 (1-1, 3-1, 1-2) | Suisse | Zimný štadión Ondreja Nepelu 9 085 spectateurs |

| Feuille de match | Feuille de match | Feuille de match                        | Feuille de match | Feuille de match                                                                            |
| ---------------- | --- | --------------------------------------- | --- | ------------------------------------------------------------------------------------------- |
|                  | - Voráček (Kovář, Frolík) — 12 min 21 s (SN) Simon (Voráček, Hronek) — 20 min 38 s Frolík (Voráček, Simon) — 26 min 20 s - Kubalík (Simon) — 28 min 27 s - Rutta — 58 min 33 s (CV) | 0-1 1-1 2-1 3-1 3-2 4-2 4-3 4-4 5-4     | Frick (Martschini, Scherwey) — 2 min 13 s - Scherwey (Martschini, Kurashev) — 26 min 49 s - Scherwey (Weber, Martschini) — 41 min 47 s Niederreiter (Josi, Hischier) — 56 min 19 s - | Arbitrage : Tobias Bjork et Yevgeni Romasko Juges de lignes : Dmitri Golyak et Brian Oliver |
| Bartošák         | Gardiens | Berra (26 min 20 s) Mayer (31 min 22 s) | | Arbitrage : Tobias Bjork et Yevgeni Romasko Juges de lignes : Dmitri Golyak et Brian Oliver |
| 14 min           | Pénalités | 14 min                                  | | Arbitrage : Tobias Bjork et Yevgeni Romasko Juges de lignes : Dmitri Golyak et Brian Oliver |
| 26               | Tirs | 40                                      | | Arbitrage : Tobias Bjork et Yevgeni Romasko Juges de lignes : Dmitri Golyak et Brian Oliver |

| 21 mai | Norvège | 1-4 (1-0, 0-1, 0-3) | Lettonie | Zimný štadión Ondreja Nepelu 8 965 spectateurs |

| Feuille de match | Feuille de match                                  | Feuille de match    | Feuille de match | Feuille de match                                                                                 |
| ---------------- | ------------------------------------------------- | ------------------- | --- | ------------------------------------------------------------------------------------------------ |
|                  | Lindström (Holøs, Martinsen) — 15 min 18 s (SN) - | 1-0 1-1 1-2 1-3 1-4 | - Indrašis (Balcers, Bļugers) — 22 min 43 s (SN) Jaks (Balinskis, Indrašis) — 46 min 59 s Marenis (Kulda, Balcers) — 47 min 55 s Ķēniņš (Indrašis) — 54 min 13 s | Arbitrage : Manuel Nikolic et Aleksi Rantala Juges de lignes : Gleb Lazarev et Andreas Malmqvist |
| Haukeland        | Gardiens                                          | Merzļikins          | | Arbitrage : Manuel Nikolic et Aleksi Rantala Juges de lignes : Gleb Lazarev et Andreas Malmqvist |
| 4 min            | Pénalités                                         | 6 min               | | Arbitrage : Manuel Nikolic et Aleksi Rantala Juges de lignes : Gleb Lazarev et Andreas Malmqvist |
| 20               | Tirs                                              | 38                  | | Arbitrage : Manuel Nikolic et Aleksi Rantala Juges de lignes : Gleb Lazarev et Andreas Malmqvist |

| 21 mai | Suède | 4-7 (1-0, 0-6, 3-1) | Russie | Zimný štadión Ondreja Nepelu 9 085 spectateurs |

| Feuille de match | Feuille de match | Feuille de match                            | Feuille de match | Feuille de match                                                                         |
| ---------------- | --- | ------------------------------------------- | --- | ---------------------------------------------------------------------------------------- |
|                  | Landeskog (M. Pettersson, E. Pettersson) — 7 min 32 s - Nylander (Wennberg) — 52 min 2 s - Ekman-Larsson (E. Pettersson) — 56 min 22 s Klingberg (Ekman-Larsson, Nylander) — 58 min 49 s (SN) | 1-0 1-1 1-2 1-3 1-4 1-5 1-6 2-6 2-7 3-7 4-7 | - Anissimov (Goussev, Koutcherov) — 20 min 57 s Dadonov (Sergatchiov, Kouznetsov) — 24 min 10 s Ovetchkine (Malkine, Khafizoulline) — 28 min 52 s Kaprizov — 34 min 39 s Grigorenko — 37 min 17 s Malkine (Zadorov, Dadonov) — 37 min 47 s - Orlov (Barabanov, Teleguine) — 52 min 57 s - | Arbitrage : Oliver Gouin et Jan Hribik Juges de lignes : Dustin McCrank et Jiří Ondráček |
| Markström        | Gardiens | Vassilevski                                 | | Arbitrage : Oliver Gouin et Jan Hribik Juges de lignes : Dustin McCrank et Jiří Ondráček |
| 12 min           | Pénalités | 6 min                                       | | Arbitrage : Oliver Gouin et Jan Hribik Juges de lignes : Dustin McCrank et Jiří Ondráček |
| 37               | Tirs | 34                                          | | Arbitrage : Oliver Gouin et Jan Hribik Juges de lignes : Dustin McCrank et Jiří Ondráček |

##### Classement
| Clt   | Équipe   | PJ | V | VP | D | DP | BP | BC | Diff | Pts |
| ----- | -------- | -- | - | -- | - | -- | -- | -- | ---- | --- |
| +001, | Russie   | 7  | 7 | 0  | 0 | 0  | 36 | 7  | +29  | 21  |
| +002, | Tchéquie | 7  | 6 | 0  | 1 | 0  | 39 | 14 | +25  | 18  |
| +003, | Suède    | 7  | 5 | 0  | 2 | 0  | 41 | 21 | +20  | 15  |
| +004, | Suisse   | 7  | 4 | 0  | 3 | 0  | 27 | 14 | +13  | 12  |
| +005, | Lettonie | 7  | 3 | 0  | 4 | 0  | 21 | 20 | +1   | 9   |
| +006, | Norvège  | 7  | 2 | 0  | 5 | 0  | 19 | 33 | -14  | 6   |
| +007, | Italie   | 7  | 0 | 1  | 6 | 0  | 5  | 48 | -43  | 2   |
| +008, | Autriche | 7  | 0 | 0  | 6 | 1  | 9  | 40 | -31  | 1   |

- En gras : qualifié pour les quarts de finale
- En italique : relégué en division IA

Pour les significations des abréviations, voir statistiques du hockey sur glace.

### Phase finale

#### Tableau
|  | Quarts de finale | Quarts de finale |        |          | Demi-finales           | Demi-finales           |   |  | Finale | Finale |
|  | Quarts de finale | Quarts de finale |        |          | Demi-finales           | Demi-finales           |   |  | Finale | Finale |
|  |                  |                  |        |          |                        |                        |   |  |        |        |
|  | 23 mai           | 23 mai           |        |          | 25 mai                 | 25 mai                 |   |  | 26 mai | 26 mai |
|  | 23 mai           | 23 mai           |        |          | 25 mai                 | 25 mai                 |   |  | 26 mai | 26 mai |
|  | Canada           | 3 P              |        |          | 25 mai                 | 25 mai                 |   |  | 26 mai | 26 mai |
|  | Canada           | 3 P              |        |          | 25 mai                 | 25 mai                 |   |  | 26 mai | 26 mai |
|  | Suisse           | 2                |        |          | 25 mai                 | 25 mai                 |   |  | 26 mai | 26 mai |
|  | Suisse           | 2                | Canada | 5        |                        |                        |   |  | 26 mai | 26 mai |
|  | 23 mai           |                  | Canada | 5        |                        |                        |   |  | 26 mai | 26 mai |
|  |                  | Tchéquie         | 1      |          |                        |                        |   |  | 26 mai | 26 mai |
|  | Tchéquie         | Tchéquie         | 1      | 5        |                        |                        |   |  | 26 mai | 26 mai |
|  | Tchéquie         |                  |        | 5        |                        |                        |   |  | 26 mai | 26 mai |
|  | Allemagne        | 1                |        |          |                        |                        |   |  | 26 mai | 26 mai |
|  | Allemagne        | 1                | Canada | 1        |                        |                        |   |  |        |        |
|  | 23 mai           |                  | Canada | 1        |                        |                        |   |  |        |        |
|  |                  | Finlande         | 3      |          |                        |                        |   |  |        |        |
|  | Russie           | Finlande         | 3      | 4        |                        |                        |   |  |        |        |
|  | Russie           | 25 mai           |        | 4        |                        |                        |   |  |        |        |
|  | États-Unis       | 3                |        |          |                        |                        |   |  |        |        |
|  | États-Unis       | 3                | Russie | 0        |                        |                        |   |  |        |        |
|  | 23 mai           | 23 mai           | Russie | 0        | Match pour la 3e place | Match pour la 3e place |   |  |        |        |
|  | 23 mai           | 23 mai           |        | Finlande | Match pour la 3e place | Match pour la 3e place | 1 |  |        |        |
|  | Finlande         | 5 P              | 26 mai | 26 mai   |                        |                        | 1 |  |        |        |
|  | Finlande         | 5 P              | 26 mai | 26 mai   |                        |                        |   |  |        |        |
|  | Suède            | 4                |        | Tchéquie | 2                      |                        |   |  |        |        |
|  | Suède            | 4                |        | Tchéquie | 2                      |                        |   |  |        |        |
|  |                  |                  |        |          |                        |                        |   |  | Russie | 3 F    |
|  |                  |                  |        |          |                        |                        |   |  | Russie | 3 F    |

- P : Prolongation
- F : Tirs de fusillade

#### Quarts de finale
| 23 mai | Canada | 3-2 (pr) (0-1, 1-1, 1-0, 1-0) | Suisse | Steel Arena 6 157 spectateurs |

| Feuille de match | Feuille de match                                                                                                   | Feuille de match    | Feuille de match                                                                                       | Feuille de match                                                                                |
| ---------------- | --- | ------------------- | --- | ----------------------------------------------------------------------------------------------- |
|                  | - Stone (Fabbro, Dubois) — 25 min 45 s - Severson (Stone) — 59 min 59 s (JS) Stone (Dubois, Theodore) — 65 min 7 s | 0-1 1-1 1-2 2-2 3-2 | Andrighetto (Diaz, Fiala) — 18 min 6 s (SN) - Hischier (Martschini, Niederreiter) — 39 min 57 s (SN) - | Arbitrage : Martin Fraňo et Aleksi Rantala Juges de lignes : Miroslav Lhotský et Hannu Sormunen |
| Murray           | Gardiens | Genoni              | | Arbitrage : Martin Fraňo et Aleksi Rantala Juges de lignes : Miroslav Lhotský et Hannu Sormunen |
| 6 min            | Pénalités | 2 min               | | Arbitrage : Martin Fraňo et Aleksi Rantala Juges de lignes : Miroslav Lhotský et Hannu Sormunen |
| 42               | Tirs | 24                  | | Arbitrage : Martin Fraňo et Aleksi Rantala Juges de lignes : Miroslav Lhotský et Hannu Sormunen |

| 23 mai | Russie | 4-3 (2-0, 0-1, 2-2) | États-Unis | Zimný štadión Ondreja Nepelu 9 085 spectateurs |

| Feuille de match | Feuille de match | Feuille de match            | Feuille de match | Feuille de match                                                                              |
| ---------------- | --- | --------------------------- | --- | --------------------------------------------------------------------------------------------- |
|                  | Goussev (Sergatchiov, Koutcherov) — 1 min 7 s Sergatchiov (Goussev) — 15 min 47 s (SN) - Kaprizov (Sergatchiov, Goussev) — 41 min 31 s - Grigorenko (Malkine, Dadonov) — 47 min 2 s - | 1-0 2-0 2-1 3-1 3-2 4-2 4-3 | - Skjei (Kane, Gaudreau) — 22 min 22 s - Hanifin (J. Hugues) — 45 min 53 s - DeBrincat (Kane, J. Hugues) — 57 min 10 s (JS) | Arbitrage : Tobias Bjork et Oliver Gouin Juges de lignes : Andreas Malmqvist et Jiří Ondráček |
| Vassilevski      | Gardiens | Schneider                   | | Arbitrage : Tobias Bjork et Oliver Gouin Juges de lignes : Andreas Malmqvist et Jiří Ondráček |
| 2 min            | Pénalités | 2 min                       | | Arbitrage : Tobias Bjork et Oliver Gouin Juges de lignes : Andreas Malmqvist et Jiří Ondráček |
| 43               | Tirs | 32                          | | Arbitrage : Tobias Bjork et Oliver Gouin Juges de lignes : Andreas Malmqvist et Jiří Ondráček |

| 23 mai | Finlande | 5-4 (pr) (1-2, 2-2, 1-0, 1-0) | Suède | Steel Arena 6 304 spectateurs |

| Feuille de match | Feuille de match | Feuille de match                    | Feuille de match | Feuille de match                                                                           |
| ---------------- | --- | ----------------------------------- | --- | ------------------------------------------------------------------------------------------ |
|                  | Mikkola (Pesonen, Manninen) — 1 min - Lindbohm (Manninen, Pesonen) — 25 min 4 s Hakanpää (Manninen) — 29 min 8 s - Anttila (Ojamäki, Lehtonen) — 58 min 31 s (JS) Manninen (Lankinen) — 61 min 37 s | 1-0 1-1 1-2 1-3 2-3 3-3 3-4 4-4 5-4 | - Klingberg (Nylander, Wennberg) — 2 min 38 s (SN) Hörnqvist (Ekman-Larsson, Larsson) — 16 min 57 s E. Pettersson (Landeskog, Ekman-Larsson) — 20 min 25 s - Gustafsson (Landeskog, Ekman-Larsson) — 39 min 35 s - | Arbitrage : Roman Gofman et Brett Iverson Juges de lignes : Bill Hancock et Dmitri Shishlo |
| Lankinen         | Gardiens | Lundqvist                           | | Arbitrage : Roman Gofman et Brett Iverson Juges de lignes : Bill Hancock et Dmitri Shishlo |
| 4 min            | Pénalités | 0 min                               | | Arbitrage : Roman Gofman et Brett Iverson Juges de lignes : Bill Hancock et Dmitri Shishlo |
| 32               | Tirs | 18                                  | | Arbitrage : Roman Gofman et Brett Iverson Juges de lignes : Bill Hancock et Dmitri Shishlo |

| 23 mai | Tchéquie | 5-1 (0-0, 1-1, 4-0) | Allemagne | Zimný štadión Ondreja Nepelu 9 085 spectateurs |

| Feuille de match | Feuille de match | Feuille de match        | Feuille de match                  | Feuille de match                                                                             |
| ---------------- | --- | ----------------------- | --------------------------------- | -------------------------------------------------------------------------------------------- |
|                  | Kovář — 33 min 41 s - Voráček (Simon) — 44 min 19 s Kubalík (Kovář, Hronek) — 51 min 41 s Palát (Kolář) — 53 min 8 s Kovář (Moravčík) — 59 min 54 s (CV) | 1-0 1-1 2-1 3-1 4-1 5-1 | - Mauer (Tiffels) — 37 min 46 s - | Arbitrage : Linus Öhlund et Jeremy Tufts Juges de lignes : Dmitri Golyak et Lauri Nikulainen |
| Bartošák         | Gardiens | Grubauer                |                                   | Arbitrage : Linus Öhlund et Jeremy Tufts Juges de lignes : Dmitri Golyak et Lauri Nikulainen |
| 6 min            | Pénalités | 6 min                   |                                   | Arbitrage : Linus Öhlund et Jeremy Tufts Juges de lignes : Dmitri Golyak et Lauri Nikulainen |
| 34               | Tirs | 22                      |                                   | Arbitrage : Linus Öhlund et Jeremy Tufts Juges de lignes : Dmitri Golyak et Lauri Nikulainen |

#### Demi-finales
| 25 mai | Russie | 0-1 (0-0, 0-0, 0-1) | Finlande | Zimný štadión Ondreja Nepelu 9 085 spectateurs |

| Feuille de match | Feuille de match | Feuille de match | Feuille de match                             | Feuille de match                                                                            |
| ---------------- | ---------------- | ---------------- | -------------------------------------------- | ------------------------------------------------------------------------------------------- |
|                  | -                | 0-1              | Anttila (Jokiharju, Kiviranta) — 50 min 18 s | Arbitrage : Tobias Bjork et Martin Fraňo Juges de lignes : Brian Oliver et Nathan Vanoosten |
| Vassilevski      | Gardiens         | Lankinen         |                                              | Arbitrage : Tobias Bjork et Martin Fraňo Juges de lignes : Brian Oliver et Nathan Vanoosten |
| 6 min            | Pénalités        | 4 min            |                                              | Arbitrage : Tobias Bjork et Martin Fraňo Juges de lignes : Brian Oliver et Nathan Vanoosten |
| 32               | Tirs             | 29               |                                              | Arbitrage : Tobias Bjork et Martin Fraňo Juges de lignes : Brian Oliver et Nathan Vanoosten |

| 25 mai | Canada | 5-1 (1-0, 2-0, 2-1) | Tchéquie | Zimný štadión Ondreja Nepelu 9 085 spectateurs |

| Feuille de match | Feuille de match | Feuille de match                             | Feuille de match                | Feuille de match                                                                             |
| ---------------- | --- | -------------------------------------------- | ------------------------------- | -------------------------------------------------------------------------------------------- |
|                  | Stone (Stecher) — 5 min 18 s Nurse (Couturier) — 20 min 10 s Dubois (Marchessault, Stone) — 25 min 6 s Turris (Mantha) — 46 min 26 s Chabot (Henrique, Strome) — 53 min - | 1-0 2-0 3-0 4-0 5-0 5-1                      | - Zohorna (Kolář) — 53 min 59 s | Arbitrage : Mikko Kaukokari et Jeremy Tufts Juges de lignes : Gleb Lazarev et Hannu Sormunen |
| Murray           | Gardiens | Bartošák (25 min 6 s) Francouz (34 min 54 s) |                                 | Arbitrage : Mikko Kaukokari et Jeremy Tufts Juges de lignes : Gleb Lazarev et Hannu Sormunen |
| 12 min           | Pénalités | 6 min                                        |                                 | Arbitrage : Mikko Kaukokari et Jeremy Tufts Juges de lignes : Gleb Lazarev et Hannu Sormunen |
| 30               | Tirs | 41                                           |                                 | Arbitrage : Mikko Kaukokari et Jeremy Tufts Juges de lignes : Gleb Lazarev et Hannu Sormunen |

#### Match pour la troisième place
| 26 mai | Russie | 3-2 (TB) (1-2, 1-0, 0-0, 0-0, 1-0) | Tchéquie | Zimný štadión Ondreja Nepelu 9 085 spectateurs |

| Feuille de match | Feuille de match                                                                                | Feuille de match    | Feuille de match                                                                | Feuille de match                                                                                |
| ---------------- | ----------------------------------------------------------------------------------------------- | ------------------- | ------------------------------------------------------------------------------- | ----------------------------------------------------------------------------------------------- |
|                  | Grigorenko (Sergatchiov) — 13 min - Anissimov (Goussev) — 20 min 39 s Kovaltchouk — 70 min (TB) | 1-0 1-1 1-2 2-2 3-2 | - Řepík (Sklenička, Rutta) — 13 min 41 s Kubalík (Kovář, Gulaš) — 18 min 34 s - | Arbitrage : Oliver Gouin et Mikko Kaukokari Juges de lignes : Andreas Malmqvist et Brian Oliver |
| Vassilevski      | Gardiens                                                                                        | Hrubec              |                                                                                 | Arbitrage : Oliver Gouin et Mikko Kaukokari Juges de lignes : Andreas Malmqvist et Brian Oliver |
| 2 min            | Pénalités                                                                                       | 4 min               |                                                                                 | Arbitrage : Oliver Gouin et Mikko Kaukokari Juges de lignes : Andreas Malmqvist et Brian Oliver |
| 31               | Tirs                                                                                            | 50                  |                                                                                 | Arbitrage : Oliver Gouin et Mikko Kaukokari Juges de lignes : Andreas Malmqvist et Brian Oliver |

#### Finale
| 26 mai | Canada | 1-3 (1-0, 0-1, 0-2) | Finlande | Zimný štadión Ondreja Nepelu 9 085 spectateurs |

| Feuille de match | Feuille de match                       | Feuille de match | Feuille de match | Feuille de match                                                                            |
| ---------------- | -------------------------------------- | ---------------- | --- | ------------------------------------------------------------------------------------------- |
|                  | Theodore (Mantha, McCann) — 10 min 2 s | 1-0 1-1 1-2 1-3  | - Anttila (Manninen, Ojamäki) — 22 min 35 s Anttila (Savinainen) — 42 min 35 s Pesonen (Tyrväinen, Hakanpää) — 55 min 54 s | Arbitrage : Tobias Bjork et Jeremy Tufts Juges de lignes : Gleb Lazarev et Miroslav Lhotský |
| Murray           | Gardiens                               | Lankinen         | | Arbitrage : Tobias Bjork et Jeremy Tufts Juges de lignes : Gleb Lazarev et Miroslav Lhotský |
| 6 min            | Pénalités                              | 8 min            | | Arbitrage : Tobias Bjork et Jeremy Tufts Juges de lignes : Gleb Lazarev et Miroslav Lhotský |
| 44               | Tirs                                   | 22               | | Arbitrage : Tobias Bjork et Jeremy Tufts Juges de lignes : Gleb Lazarev et Miroslav Lhotský |

### Classement final
Pour les significations des abréviations, voir statistiques du hockey sur glace.
| Place              | Équipe          | Groupe | PJ | V | VP | D | DP | BP | BC | Diff | Pts | Résultat final                 |
| ------------------ | --------------- | ------ | -- | - | -- | - | -- | -- | -- | ---- | --- | ------------------------------ |
| Médaille d'or      | Finlande        | A      | 10 | 7 | 1  | 1 | 1  | 31 | 16 | +15  | 24  | Champion du monde              |
| Médaille d'argent  | Canada          | A      | 10 | 7 | 1  | 2 | 0  | 45 | 17 | +28  | 23  | Vice-champion du monde         |
| Médaille de bronze | Russie          | B      | 10 | 8 | 1  | 1 | 0  | 43 | 14 | +29  | 26  | Troisième place                |
| 4                  | Tchéquie        | B      | 10 | 7 | 0  | 2 | 1  | 47 | 23 | +24  | 22  | Quatrième place                |
| 5                  | Suède           | B      | 8  | 5 | 0  | 2 | 1  | 45 | 26 | +19  | 16  | Éliminé en quart de finale     |
| 6                  | Allemagne       | A      | 8  | 5 | 0  | 3 | 0  | 19 | 23 | -4   | 15  | Éliminé en quart de finale     |
| 7                  | États-Unis      | A      | 8  | 4 | 1  | 3 | 0  | 30 | 19 | +11  | 14  | Éliminé en quart de finale     |
| 8                  | Suisse          | B      | 8  | 4 | 0  | 3 | 1  | 29 | 17 | +12  | 13  | Éliminé en quart de finale     |
| 9                  | Slovaquie       | A      | 7  | 3 | 1  | 3 | 0  | 28 | 19 | +9   | 11  | Éliminé en phase de groupe     |
| 10                 | Lettonie        | B      | 7  | 3 | 0  | 4 | 0  | 21 | 20 | +1   | 9   | Éliminé en phase de groupe     |
| 11                 | Danemark        | A      | 7  | 1 | 1  | 4 | 1  | 18 | 23 | -5   | 6   | Éliminé en phase de groupe     |
| 12                 | Norvège         | B      | 7  | 2 | 0  | 5 | 0  | 19 | 33 | -14  | 6   | Éliminé en phase de groupe     |
| 13                 | Grande-Bretagne | A      | 7  | 0 | 1  | 6 | 0  | 9  | 41 | -32  | 2   | Éliminé en phase de groupe     |
| 14                 | Italie          | B      | 7  | 0 | 1  | 6 | 0  | 5  | 48 | -43  | 2   | Éliminé en phase de groupe     |
| 15                 | France          | A      | 7  | 0 | 0  | 5 | 2  | 14 | 34 | -20  | 2   | Relégué en division IA en 2020 |
| 16                 | Autriche        | B      | 7  | 0 | 0  | 6 | 1  | 9  | 40 | -31  | 1   | Relégué en division IA en 2020 |

### Médaillés
| Champions du monde Finlande | Marko Anttila (), Jani Hakanpää, Arttu Ilomäki, Henri Jokiharju, Kaapo Kakko, Oliwer Kaski, Joel Kiviranta, Miika Koivisto, Kristian Kuusela, Juho Lammikko, Kevin Lankinen, Mikko Lehtonen, Petteri Lindbohm, Eetu Luostarinen, Sakari Manninen, Niko Mikkola, Atte Ohtamaa, Niko Ojamäki, Jussi Olkinuora, Harri Pesonen, Toni Rajala, Jere Sallinen, Veli-Matti Savinainen, Juhani Tyrväinen et Veini Vehviläinen Entraîneur : Jukka Jalonen |

| Argent Canada | Tyler Bertuzzi, Mackenzie Blackwood, Thomas Chabot, Anthony Cirelli, Sean Couturier, Pierre-Luc Dubois, Dante Fabbro, Carter Hart, Adam Henrique, Mathieu Joseph, Tyson Jost, Anthony Mantha, Jonathan Marchessault, Jared McCann, Brandon Montour, Matt Murray, Philippe Myers, Darnell Nurse, Sam Reinhart, Damon Severson, Troy Stecher, Mark Stone, Dylan Strome, Shea Theodore et Kyle Turris () Entraîneur : Alain Vigneault |

| Bronze Russie | Sergueï Andronov, Artiom Anissimov, Aleksandr Barabanov, Ievgueni Dadonov, Vladislav Gavrikov, Nikita Goussev, Mikhaïl Grigorenko, Aleksandr Gueorguiev, Kirill Kaprizov, Dinar Khafizoulline, Nikita Koutcherov, Ievgueni Kouznetsov, Ilia Kovaltchouk (), Ievgueni Malkine, Nikita Nesterov, Dmitri Orlov, Aleksandr Ovetchkine, Sergueï Plotnikov, Mikhaïl Sergatchiov, Ilia Sorokine, Ivan Teleguine, Andreï Vassilevski, Nikita Zadorov, Nikita Zaïtsev et Artiom Zoub Entraîneur : Ilia Vorobiov |

### Récompenses individuelles
| Équipe-type des médias.                                                               |
| W. Nylander M. Stone J. Voráček M. Lehtonen F. Hronek A. Vassilevski MVP : Mark Stone |
| W. Nylander M. Stone J. Voráček M. Lehtonen F. Hronek A. Vassilevski MVP : Mark Stone |

Équipe type IIHF :
- Meilleur gardien : Andreï Vassilevski (Russie)
- Meilleur défenseur : Filip Hronek (République tchèque)
- Meilleur attaquant : Nikita Koutcherov (Russie)

### Statistiques individuelles
| Clt | Joueur            | Équipe     | PJ | B | A  | Pts | Pun | +/- |
| --- | ----------------- | ---------- | -- | - | -- | --- | --- | --- |
| 1   | William Nylander  | Suède      | 8  | 5 | 13 | 18  | 0   | +16 |
| 2   | Nikita Koutcherov | Russie     | 10 | 6 | 10 | 16  | 4   | +11 |
| 3   | Nikita Goussev    | Russie     | 10 | 4 | 12 | 16  | 0   | +12 |
| 3   | Jakub Voráček     | Tchéquie   | 10 | 4 | 12 | 16  | 2   | +10 |
| 5   | Mark Stone        | Canada     | 10 | 8 | 6  | 14  | 0   | +10 |
| 6   | Anthony Mantha    | Canada     | 9  | 7 | 7  | 14  | 16  | +9  |
| 7   | Michael Frolík    | Tchéquie   | 10 | 7 | 7  | 14  | 2   | +8  |
| 8   | Dominik Kubalík   | Tchéquie   | 10 | 6 | 6  | 12  | 0   | +10 |
| 9   | Dominik Simon     | Tchéquie   | 10 | 4 | 8  | 12  | 2   | +10 |
| 10  | Patrick Kane      | États-Unis | 8  | 2 | 10 | 12  | 4   | 0   |

Pour les significations des abréviations, voir statistiques du hockey sur glace.
| Clt | Joueur               | Équipe     | PJ | Min          | BC | Moy  | %Arr  | Bl |
| --- | -------------------- | ---------- | -- | ------------ | -- | ---- | ----- | -- |
| 1   | Andreï Vassilevski   | Russie     | 8  | 488 min 2 s  | 13 | 1,60 | 94,58 | 2  |
| 2   | Kevin Lankinen       | Finlande   | 8  | 480 min 41 s | 12 | 1,50 | 94,20 | 2  |
| 3   | Mathias Niederberger | Allemagne  | 4  | 237 min 14 s | 7  | 1,77 | 94,17 | 0  |
| 4   | Leonardo Genoni      | Suisse     | 4  | 241 min 30 s | 8  | 1,99 | 93,80 | 0  |
| 5   | Sebastian Dahm       | Danemark   | 5  | 307 min 18 s | 10 | 1,95 | 92,75 | 1  |
| 6   | Matt Murray          | Canada     | 7  | 481 min 9 s  | 14 | 2,01 | 92,55 | 1  |
| 7   | Cory Schneider       | États-Unis | 6  | 361 min 55 s | 15 | 2,49 | 92,02 | 0  |
| 8   | Reto Berra           | Suisse     | 4  | 204 min 16 s | 7  | 2,06 | 91,57 | 2  |
| 9   | Elvis Merzļikins     | Lettonie   | 5  | 237 min 10 s | 11 | 2,78 | 91,41 | 0  |
| 10  | Kristers Gudļevskis  | Lettonie   | 4  | 179 min 17 s | 6  | 2,01 | 90,91 | 1  |

Pour les significations des abréviations, voir statistiques du hockey sur glace.

## Autres divisions

### Division IA
La compétition se déroule à Noursoultan au Kazakhstan du 29 avril au 5 mai 2019.
| Clt   | Équipe           | PJ | V | VP | D | DP | BP | BC | Diff | Pts  |
| ----- | ---------------- | -- | - | -- | - | -- | -- | -- | ---- | ---- |
| +001, | Kazakhstan       | 5  | 4 | 1  | 0 | 0  | 16 | 7  | +9   | 14   |
| +002, | Biélorussie (R)  | 5  | 3 | 0  | 1 | 1  | 14 | 12 | +2   | 10   |
| +003, | Corée du Sud (R) | 5  | 3 | 0  | 2 | 0  | 16 | 11 | +5   | 9    |
| +004, | Slovénie         | 5  | 2 | 0  | 3 | 0  | 21 | 12 | +9   | 6    |
| +005, | Hongrie          | 5  | 1 | 0  | 4 | 0  | 7  | 18 | -11  | 3(a) |
| +006, | Lituanie (P)     | 5  | 1 | 0  | 4 | 0  | 7  | 21 | -14  | 3(a) |

| Pays |       |       |     |     |     |     |
|      |       | 3-2 P | 4-1 | 3-2 | 3-1 | 3-1 |
|      | 2-3 P |       | 1-4 | 4-1 | 3-1 | 4-3 |
|      | 1-4   | 4-1   |     | 5-3 | 5-1 | 1-2 |
|      | 2-3   | 1-4   | 3-5 |     | 6-0 | 9-0 |
|      | 1-3   | 1-3   | 1-5 | 0-6 |     | 4-1 |
|      | 1-3   | 3-4   | 2-1 | 0-9 | 1-4 |     |

Pour les significations des abréviations, voir statistiques du hockey sur glace.
- promu en division Élite en 2020
- relégué en division IB en 2020
- P : Prolongation

### Division IB
La compétition se déroule à Tallinn en Estonie du 28 avril au 4 mai 2019.
| Clt   | Équipe       | PJ | V | VP | D | DP | BP | BC | Diff | Pts |
| ----- | ------------ | -- | - | -- | - | -- | -- | -- | ---- | --- |
| +001, | Roumanie     | 5  | 3 | 2  | 0 | 0  | 18 | 9  | +9   | 13  |
| +002, | Pologne (R)  | 5  | 4 | 0  | 0 | 1  | 27 | 13 | +14  | 13  |
| +003, | Japon        | 5  | 2 | 0  | 3 | 0  | 16 | 17 | -1   | 6   |
| +004, | Estonie      | 5  | 1 | 1  | 2 | 1  | 15 | 16 | -1   | 6   |
| +005, | Ukraine      | 5  | 1 | 0  | 3 | 1  | 17 | 20 | -3   | 4   |
| +006, | Pays-Bas (P) | 5  | 1 | 0  | 4 | 0  | 7  | 25 | -18  | 3   |

| Pays |       |       |     |       |       |     |
|      |       | 3-2 P | 3-2 | 4-3 F | 5-1   | 3-1 |
|      | 2-3 P |       | 7-4 | 3-2   | 7-3   | 8-1 |
|      | 2-3   | 4-7   |     | 5-2   | 3-2   | 2-3 |
|      | 3-4 F | 2-3   | 2-5 |       | 4-3 P | 4-1 |
|      | 1-5   | 3-7   | 2-3 | 3-4 P |       | 8-1 |
|      | 1-3   | 1-8   | 3-2 | 1-4   | 1-8   |     |

Pour les significations des abréviations, voir statistiques du hockey sur glace.
- promu en division IA en 2020
- relégué en division IIA en 2020
- P : Prolongation
- F : Tirs de fusillade

### Division IIA
La compétition se déroule à Belgrade en Serbie du 9 au 15 avril 2019.
| Clt   | Équipe       | PJ | V | VP | D | DP | BP | BC | Diff | Pts |
| ----- | ------------ | -- | - | -- | - | -- | -- | -- | ---- | --- |
| +001, | Serbie       | 5  | 3 | 1  | 1 | 0  | 20 | 14 | +6   | 11  |
| +002, | Croatie (R)  | 5  | 3 | 1  | 1 | 0  | 19 | 9  | +10  | 11  |
| +003, | Australie    | 5  | 3 | 0  | 1 | 1  | 14 | 10 | +4   | 10  |
| +004, | Espagne      | 5  | 2 | 0  | 1 | 2  | 14 | 16 | -2   | 8   |
| +005, | Chine        | 5  | 1 | 0  | 4 | 0  | 14 | 21 | -7   | 3   |
| +006, | Belgique (P) | 5  | 0 | 1  | 4 | 0  | 11 | 22 | -11  | 2   |

| Pays |       |       |       |       |     |       |
|      |       | 3-1   | 2-3   | 3-2 F | 6-5 | 6-3   |
|      | 1-3   |       | 2-1   | 4-3 F | 7-0 | 5-2   |
|      | 3-2   | 1-2   |       | 4-0   | 3-2 | 3-4 P |
|      | 2-3 F | 3-4 F | 0-4   |       | 5-3 | 4-2   |
|      | 5-6   | 0-7   | 2-3   | 3-5   |     | 4-0   |
|      | 3-6   | 2-5   | 4-3 P | 2-4   | 0-4 |       |

Pour les significations des abréviations, voir statistiques du hockey sur glace.
- promu en division IB en 2020
- relégué en division IIB en 2020
- P : Prolongation
- F : Tirs de fusillade

### Division IIB
La compétition se déroule à Santiago de Querétaro au Mexique du 21 au 27 avril 2019.
| Clt   | Équipe           | PJ | V | VP | D | DP | BP | BC | Diff | Pts |
| ----- | ---------------- | -- | - | -- | - | -- | -- | -- | ---- | --- |
| +001, | Israël           | 5  | 4 | 1  | 0 | 0  | 32 | 16 | +16  | 14  |
| +002, | Islande (R)      | 5  | 3 | 0  | 2 | 0  | 26 | 15 | +11  | 9   |
| +003, | Nouvelle-Zélande | 5  | 3 | 0  | 2 | 0  | 26 | 18 | +8   | 9   |
| +004, | Géorgie (P)      | 5  | 2 | 0  | 3 | 0  | 18 | 27 | -9   | 6   |
| +005, | Mexique          | 5  | 1 | 0  | 3 | 1  | 17 | 25 | -8   | 4   |
| +006, | Corée du Nord    | 5  | 1 | 0  | 4 | 0  | 19 | 37 | -18  | 3   |

| Pays |       |     |     |     |       |     |
|      |       | 6-3 | 5-3 | 7-3 | 5-4 P | 9-3 |
|      | 3-6   |     | 4-2 | 3-6 | 8-1   | 8-0 |
|      | 3-5   | 2-4 |     | 6-2 | 7-2   | 8-5 |
|      | 3-7   | 6-3 | 2-6 |     | 3-2   | 4-9 |
|      | 4-5 P | 1-8 | 2-7 | 2-3 |       | 8-2 |
|      | 3-9   | 0-8 | 5-8 | 9-4 | 2-8   |     |

Pour les significations des abréviations, voir statistiques du hockey sur glace.
- promu en division IIA en 2020
- relégué en division III en 2020
- P : Prolongation

### Division III
La compétition se déroule à Sofia en Bulgarie du 22 au 28 avril 2019.
| Clt   | Équipe           | PJ | V | VP | D | DP | BP | BC | Diff | Pts |
| ----- | ---------------- | -- | - | -- | - | -- | -- | -- | ---- | --- |
| +001, | Bulgarie         | 5  | 5 | 0  | 0 | 0  | 39 | 7  | +32  | 15  |
| +002, | Turquie          | 5  | 3 | 0  | 2 | 0  | 21 | 17 | +4   | 9   |
| +003, | Turkménistan (P) | 5  | 2 | 0  | 2 | 1  | 21 | 21 | 0    | 7   |
| +004, | Luxembourg (R)   | 5  | 2 | 0  | 3 | 0  | 15 | 20 | -5   | 6   |
| +005, | Taipei chinois   | 5  | 1 | 1  | 3 | 0  | 23 | 35 | -12  | 5   |
| +006, | Afrique du Sud   | 5  | 1 | 0  | 4 | 0  | 18 | 37 | -19  | 3   |

| Pays |      |     |       |     |       |      |
|      |      | 3-1 | 6-2   | 7-0 | 11-2  | 12-2 |
|      | 1-3  |     | 5-4   | 2-3 | 7-4   | 6-3  |
|      | 2-6  | 4-5 |       | 4-3 | 4-5 P | 7-2  |
|      | 0-7  | 3-2 | 3-4   |     | 4-5   | 5-2  |
|      | 2-11 | 4-7 | 5-4 P | 5-4 |       | 7-9  |
|      | 2-12 | 3-6 | 2-7   | 2-5 | 9-7   |      |

Pour les significations des abréviations, voir statistiques du hockey sur glace.
- promu en division IIB en 2020
- relégué en qualification pour la division III en 2020
- P : Prolongation

### Qualification pour la division III
La compétition se déroule à Abou Dabi aux Émirats arabes unis du 31 mars au 6 avril 2019.
| Clt   | Équipe              | PJ | V | VP | D | DP | BP | BC | Diff | Pts |
| ----- | ------------------- | -- | - | -- | - | -- | -- | -- | ---- | --- |
| +001, | Émirats arabes unis | 5  | 4 | 0  | 1 | 0  | 46 | 14 | +32  | 12  |
| +002, | Hong Kong (R)       | 5  | 4 | 0  | 1 | 0  | 31 | 18 | +13  | 12  |
| +003, | Thaïlande           | 5  | 2 | 1  | 2 | 0  | 26 | 19 | +7   | 8   |
| +004, | Bosnie-Herzégovine  | 5  | 2 | 0  | 2 | 1  | 21 | 22 | -1   | 7   |
| +005, | Koweït              | 5  | 1 | 0  | 4 | 0  | 9  | 43 | -34  | 3   |
| +006, | Kirghizistan        | 5  | 1 | 0  | 4 | 0  | 7  | 24 | -17  | 3   |

| Pays |      |       |       |       |       |       |
|      |      | 11-1  | 8-2   | 10-3  | 13-1  | 4-7   |
|      | 1-11 |       | 6-5   | 7-0   | 12-2  | 5-0 X |
|      | 2-8  | 5-6   |       | 5-4 F | 9-1   | 5-0 X |
|      | 3-10 | 0-7   | 4-5 F |       | 9-0   | 5-0 X |
|      | 1-13 | 2-12  | 1-9   | 0-9   |       | 5-0 X |
|      | 7-4  | 0-5 X | 0-5 X | 0-5 X | 0-5 X |       |

Pour les significations des abréviations, voir statistiques du hockey sur glace.
- promu en division III en 2020
- F : Tirs de fusillade
- X : Forfait (Le joueur kirghize Aleksandr Titov est disqualifié et les 4 premiers matchs de l’équipe du Kirghizistan ont été perdus sur tapis vert 5 à 0).